# Schengensamarbetet

En typisk skylt vid en inre eller yttre gräns i Schengenområdet.

Schengensamarbetet är ett fördjupat samarbete inom Europeiska unionen med huvudsyftet att upprätthålla ett område utan inre gränskontroller – Schengenområdet – för att underlätta fri rörlighet av varor, tjänster och personer. Utöver avskaffandet av inre gränskontroller innefattar samarbetet bland annat en gemensam viseringspolitik för utfärdande av visum och gemensamma villkor för tredjelandsmedborgares rörelsefrihet mellan medlemsstaterna. Samarbetet omfattar även en rad kompensatoriska åtgärder som syftar till att förhindra negativa effekter till följd av de avskaffade gränskontrollerna, såsom gränsöverskridande brottslighet. Dessa åtgärder innefattar bland annat förstärkta gränskontroller vid de yttre gränserna, ett förstärkt polissamarbete och straffrättsligt samarbete samt viss gemensam lagstiftning för vapen och narkotika.
Inom Europeiska unionen har följande 25 medlemsstater avskaffat sina gränskontroller vid de inre gränserna: Belgien, Bulgarien, Danmark, Estland, Finland, Frankrike, Grekland, Italien, Kroatien, Lettland, Litauen, Luxemburg, Malta, Nederländerna, Polen, Portugal, Rumänien, Slovakien, Slovenien, Spanien, Sverige, Tjeckien, Tyskland, Ungern och Österrike. Även Island, Liechtenstein, Norge och Schweiz ingår i Schengenområdet genom särskilda associeringsavtal; i detta sammanhang är dessa länder och deras medborgare därför likvärdiga med unionens medlemsstater respektive unionsmedborgare. Därutöver har de europeiska mikrostaterna Andorra, Monaco, San Marino och Vatikanstaten samt de danska självstyrande områdena Färöarna och Grönland öppna gränser gentemot Schengenområdet.
Avskaffandet av gränskontrollerna vid de inre gränserna inom Schengenområdet hindrar inte medlemsstaterna från att kräva att alla personer innehar eller bär på sig identitetshandlingar som styrker deras rätt att uppehålla sig på medlemsstaternas territorium. Det hindrar inte heller säkerhetskontroller vid transportnav, såsom hamnar och flygplatser, så länge samma kontroller utförs vid inrikesresor.

## Historia

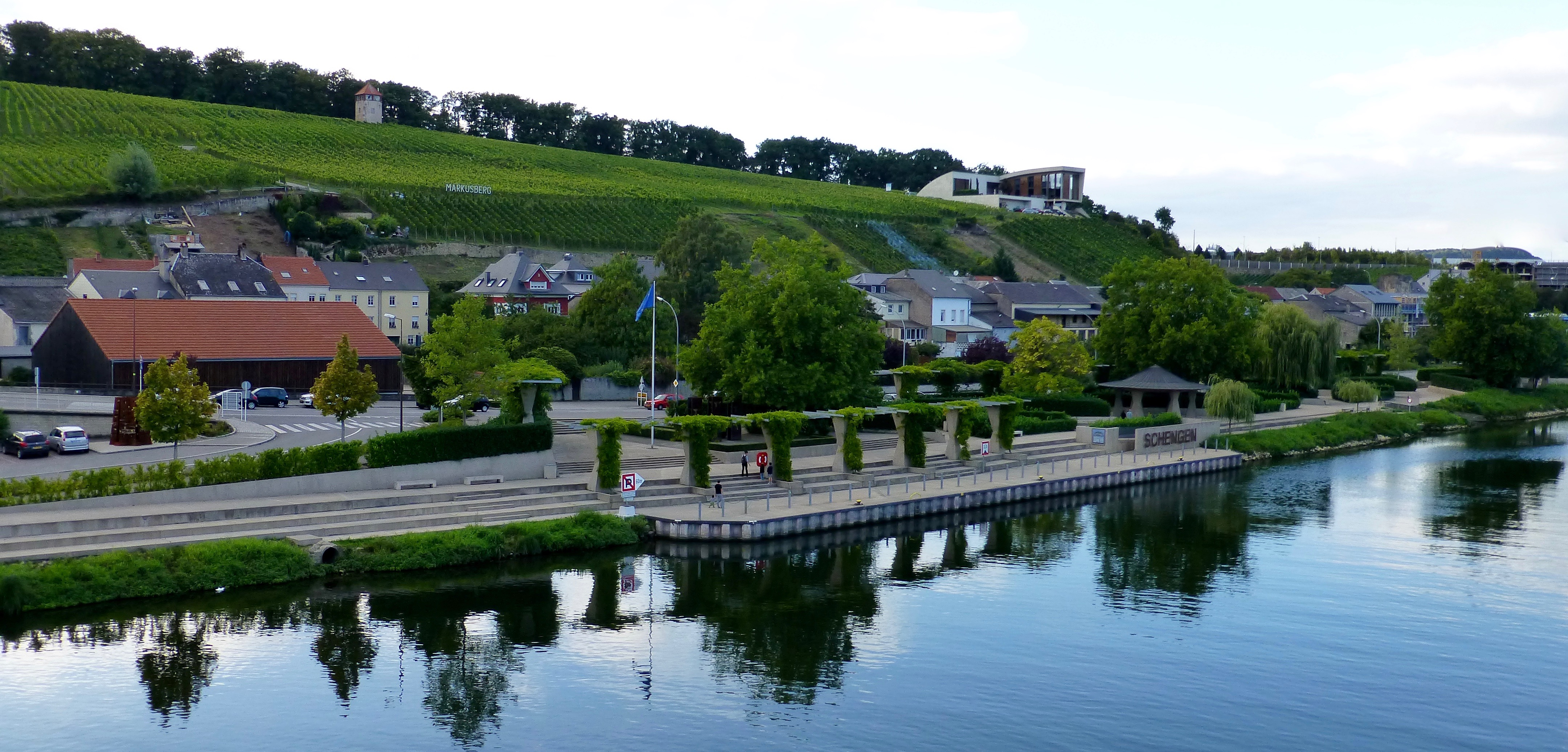
En minnesplats i Schengen, Luxemburg, över undertecknandet av Schengenavtalet.

De första initiativen till att avskaffa de inre gränskontrollerna inom Europeiska gemenskaperna – Europeiska unionens föregångare – togs vid Europeiska rådets sammanträde i Paris den 9–10 december 1974, då gemenskapernas stats- eller regeringschefer enades om att utreda möjligheterna till att inrätta en passunion. Vid denna tidpunkt ingick redan sex av medlemsstaterna i olika regionala passunioner; Belgien, Luxemburg och Nederländerna i Benelux-passunionen, Irland och Storbritannien i den gemensamma resezonen och Danmark i den nordiska passunionen (med de övriga nordiska länderna).
Mot bakgrund av Europeiska rådets slutsatser presenterade Europeiska gemenskapernas kommission en rapport om inrättandet av en passunion den 3 juli 1975. Rapporten föreslog dels inrättandet av ett gemensamt europeiskt pass, dels avskaffandet av de inre gränskontrollerna. Medan en enhetlig utformning av pass utarbetades genom en serie resolutioner från Europeiska rådet under 1980-talet, blockerades förslaget om att avskaffa de inre gränskontrollerna av framför allt Storbritannien.
Istället antog Europeiska gemenskapernas råd och medlemsstaterna en icke-bindande resolution den 7 juni 1984 om att enbart lätta på gränskontrollerna. Året därpå presenterade kommissionen ett nytt förslag till ett rättsligt bindande direktiv för att förenkla gränspassage mellan medlemsstaterna, men inte heller detta förslag kunde erhålla det enhälliga stöd som krävdes från medlemsstaterna för att det skulle kunna antas. Samtidigt var framför allt Frankrike och Västtyskland alltmer angelägna om att ändå lätta på sina inbördes gränskontroller och valde därför att istället genomföra detta genom ett separat bilateralt avtal som undertecknades den 13 juli 1984 i Saarbrücken, Västtyskland.

### Schengenavtalet
Det bilaterala samarbetet mellan Frankrike och Västtyskland kom snabbt att även inkludera Benelux-länderna, som redan ingick i en egen passunion. Vid ett möte den 12 december 1984 påbörjades förhandlingar om att helt avskaffa de inbördes gränskontrollerna mot bakgrund av det fransk-tyska avtalet. Den 14 juni 1985 undertecknade företrädare för Belgien, Frankrike, Luxemburg, Nederländerna och Västtyskland Schengenavtalet på fartyget Princess Marie-Astrid på floden Mosel i närheten av orten Schengen i Luxemburg, i närheten av trelandspunkten mellan Luxemburg (Benelux), Frankrike och Västtyskland. Därmed skapades Schengensamarbetet.
Schengenavtalet innefattade en rad olika åtgärder som skulle vidtas både på kort och på lång sikt. Bland annat skulle medlemsstaternas viseringspolitik börja harmoniseras och deras inre gränskontroller förenklas. Samtidigt stakades vägen mot ett totalt avskaffande av de inre gränskontrollerna ut.

### Schengenkonventionen och avskaffandet av de inre gränskontrollerna
Även om avsikten med Schengenavtalet var att slutligen avskaffa de inre gränskontrollerna förverkligades inte detta mål förrän genom Schengenkonventionen, som undertecknades den 19 juni 1990 i Schengen. Genom konventionen fastställdes bestämmelser om bland annat avskaffandet av de inre gränskontrollerna, förstärkandet av de yttre gränskontrollerna och inrättandet av Verkställande kommittén. Från början var ambitionen att konventionen skulle bli fullt tillämplig den 1 januari 1993, men detta försenades på grund av problem med genomförandet av diverse olika åtgärder som krävdes för att möjliggöra ett avskaffande av de inre gränskontrollerna. Genom ett beslut i Verkställande kommittén blev konventionen slutligen fullt tillämplig i Belgien, Frankrike, Luxemburg, Nederländerna och Tyskland samt Portugal och Spanien, som hade anslutit sig till samarbetet under 1990-talet, den 26 mars 1995 och de inre gränskontrollerna mellan dessa länder avskaffades. Därmed skapades Schengenområdet.
Även Grekland, Italien och Österrike samt de nordiska länderna anslöt sig till Schengenavtalet och Schengenkonventionen under 1990-talet och deras inre gränskontroller mot andra Schengenländer upphörde mellan 1997 och 2001. Island och Norge blev de första länderna att associeras till Schengensamarbetet genom särskilda associeringsavtal, utan att vara en del av Europeiska unionen.

### Införlivandet inom Europeiska unionen
Genom europeiska enhetsakten hade en fördragsbestämmelse införts i fördraget om upprättandet av Europeiska ekonomiska gemenskapen om att en inre marknad bestående av ett område utan inre gränser med fri rörlighet för varor, tjänster, personer och kapital skulle inrättas senast den 1 januari 1993. Kommissionen tolkade detta som att det innefattade ett avskaffande av de inre gränskontrollerna inom Europeiska gemenskaperna. I maj 1992 konstaterade kommissionen att arbetet med att förverkliga fri rörlighet för varor, tjänster och kapital framskred på ett önskvärt sätt, medan förhandlingarna om fri rörlighet för personer gick betydligt trögare. Till exempel kunde inte rådet enas om de olika nödvändiga kompensatoriska åtgärderna som krävdes för att avskaffa de inre gränskontrollerna, såsom gemensamma bestämmelser för gränskontrollerna vid de yttre gränserna och villkoren för tredjelandsmedborgares rörelsefrihet mellan medlemsstaterna. Den 1 januari 1993 hade kommissionen fortfarande inte lagt fram något förslag till att avskaffa de inre gränskontrollerna, vilket ledde till att Europaparlamentet väckte en passivitetstalan mot kommissionen vid EG-domstolen. I juli 1995 presenterade kommissionen slutligen ett förslag till direktiv om avskaffandet av de inre gränskontrollerna (vilket ledde till att domstolen avskrev parlamentets passivitetstalan). Dock kunde inte heller detta förslag antas av rådet på grund av fortsatt motstånd från framför allt Storbritannien.
Under förhandlingarna om Amsterdamfördraget diskuterades möjligheterna att istället införliva Schengenregelverket inom Europeiska unionens ramar. För att undvika ytterligare blockering från Storbritannien infördes en ny möjlighet till så kallade fördjupade samarbeten. På så sätt kunde Storbritannien (och Irland) välja att fortsätta stå kvar utanför hela eller delar av samarbetet, samtidigt som övriga medlemsstater tilläts att genomföra och utveckla Schengensamarbetet inom unionens institutionella ramverk. Genom Amsterdamfördraget, som trädde i kraft den 1 maj 1999, ersattes följaktligen Verkställande kommittén med Europeiska unionens råd som Schengensamarbetets beslutande institution och Schengensekretariatet integrerades med generalsekretariatet vid Europeiska unionens råd.
Genom införlivandet blev Schengenregelverket en integrerad del av unionens regelverk, som måste godtas fullt ut av varje ny medlemsstat. Eftersom vissa tekniska kriterier måste uppfyllas innan Schengenregelverket blir fullt tillämpligt i ett land innebar dock införlivandet inte att alla medlemsstater omedelbart avskaffade sina inre gränskontroller. Under 2007 avskaffades de inre gränskontrollerna för Estland, Lettland, Litauen, Malta, Polen, Slovakien, Slovenien, Tjeckien och Ungern, som hade anslutit sig till unionen den 1 maj 2004. Genom särskilda associeringsavtal anslöt sig även Liechtenstein och Schweiz. Under 2011 konstaterade Europeiska kommissionen att även Bulgarien och Rumänien uppfyllde de tekniska kriterierna för att ansluta sig till Schengenområdet, vilket bekräftades av Europeiska unionens råd samma år. Anslutningen till Schengenområdet och avskaffandet av de inre gränskontrollerna blockerades dock av vissa medlemsstater i rådet av politiska skäl.
I oktober 2019 konstaterade kommissionen att även Kroatien uppfyllde de tekniska kriterierna, vilket bekräftades av rådet i december 2021. Landet anslöt sig följaktligen till Schengenområdet den 1 januari 2023. Utvärderingen av Cyperns fullgörande av de tekniska kriterierna inleddes efter begäran av den cypriotiska regeringen 2019. I slutet av december 2023 antog rådet slutligen, efter mer än tio år av förhandlingar, det formella beslutet om upphävandet av gränskontrollerna vid de inre luft- och sjögränserna för Bulgariens och Rumäniens del från och med den 31 mars 2024. Detta följdes av ett beslut i december 2024 om avskaffandet av de kvarstående gränskontrollerna vid de inre landgränserna mellan Bulgarien, Rumänien och övriga Schengenområdet från och med den 1 januari 2025.

### Flyktingkrisen och covid-19-pandemin
I samband med flyktingkrisen 2015 drabbades Schengenområdet av sin dittills största kris. Det stora antalet asylsökande, som tog sig in i Schengenområdet via framför allt Grekland, ledde till att flera medlemsstater tillfälligt återinförde gränskontroller vid sina inre gränser. Till följd av terrordåden i Paris i november 2015 införde även Frankrike inre gränskontroller. Genom ett särskilt förfarande gav Europeiska unionens råd i maj 2016 klartecken till Danmark, Norge, Sverige, Tyskland och Österrike att förlänga sina gränskontroller i upp till ett halvår utöver den period som normalt tillåts enligt Schengenkodexen. Denna period förlängdes därefter i tre omgångar och sträckte sig fram till november 2017. Samtidigt kritiserades Grekland för sina brister i bevakningen av den yttre gränsen, och Europeiska kommissionen uppmanade Grekland att vidta 50 olika åtgärder för att komma till rätta med sina problem. Trots försök från kommissionen att få de andra medlemsstaterna att istället stärka det gränsöverskridande polissamarbetet och övergå till poliskontroller vid framför allt stora transportleder, kvarstod de redan införda inre gränskontrollerna.
Flyktingkrisen tillsammans med bland annat terrordåden i Paris i november 2015 och terrordåden i Bryssel 2016 ledde till flera omfattande reformer av Schengensamarbetet. I mitten av 2016 enades Europaparlamentet och rådet om ett förslag om inrättandet av en europeisk gräns- och kustbevakning, med syfte att stödja medlemsstater som inte klarar av att själva upprätthålla de yttre gränskontrollerna. För att höja säkerheten infördes även skärpta kontroller av unionsmedborgare vid de yttre gränserna. I slutet av 2017 antogs nya bestämmelser om ett in- och utresesystem, ett datasystem för att hantera in- och utreseuppgifter för tredjelandsmedborgare. I september 2020 föreslog kommissionen även ett nytt screeningförfarande för alla personer som försöker passera de yttre gränserna utan att uppfylla inresevillkoren, inklusive asylsökande.
I mars 2020 drabbades Schengenområdet av sin nästa stora kris, denna gång till följd av covid-19-pandemin. Detta ledde till att nästan alla medlemsstater tillfälligt återinförde gränskontroller vid sina inre gränser, i vissa fall även med olika typer av reserestriktioner. Ett inreseförbud från tredjeländer till Schengenområdet infördes, med vissa undantag. I juli 2020 hade de flesta medlemsstater upphävt de inre gränskontrollerna och återgått till öppna gränser inom Schengenområdet, dock i många fall fortfarande med särskilda krav på karantän och testning vid gränsöverskridande resor. Samtidigt upphävdes reserestriktionerna gradvis för ett tiotal tredjeländer mot bakgrund av deras förbättrade epidemiologiska situation, medan reserestriktionerna behölls för övriga tredjeländer. Under början av 2021 införde flera medlemsstater inre gränskontroller på nytt till följd av ökad smittspridning, men i mitten av 2021 hade de flesta av dessa åter tagits bort. I slutet av 2022 hade samtliga medlemsstater avskaffat sina reserestriktioner och Europeiska unionens råd upphävde formellt alla rekommenderade reserestriktionerna på europeisk nivå den 13 december 2022.
I början av juni 2021 presenterade Europeiska kommissionen en ”Schengenstrategi” i syfte att återupprätta ett fullt fungerande Schengenområde, bland annat genom att fullfölja de redan antagna reformerna om förstärkta gränskontroller vid de yttre gränserna och genom att ytterligare förstärka polissamarbetet mellan medlemsstaterna. Kommissionen föreslog även en reform av Schengensamarbetets utvärderings- och övervakningsmekanism för att bättre säkerställa att Schengenregelverket genomfördes och tillämpades korrekt av medlemsstaterna. Den nya utvärderings- och övervakningsmekanismen blev tillämplig den 1 oktober 2022 efter att ha godkänts av Europaparlamentet och Europeiska unionens råd. I december 2021 föreslog kommissionen en ändring av Schengenkodexen i syfte att förstärka samordningen inom Schengenområdet vid större hot mot folkhälsan och att göra regelverket för tillfälligt införande av inre gränskontroller mer flexibelt för medlemsstaterna, vilket Europaparlamentet och rådet enades om i februari 2024. Dessutom föreslog kommissionen ett förstärkt polissamarbete för att motverka internationell brottslighet inom Schengenområdet. I mars 2022 hölls för första gången ett ”Schengen-råd” i anslutning till rådet för rättsliga och inrikes frågor för att diskutera Schengenfrågor på ministernivå mellan Schengenländerna. I maj 2022 presenterade kommissionen en första årlig rapport om Schengenläget och en ny plan för en årlig Schengencykel i syfte att stärka det kontinuerliga arbetet med att identifiera och åtgärda uppkomna problem inom Schengensamarbetet.

## Schengenregelverket

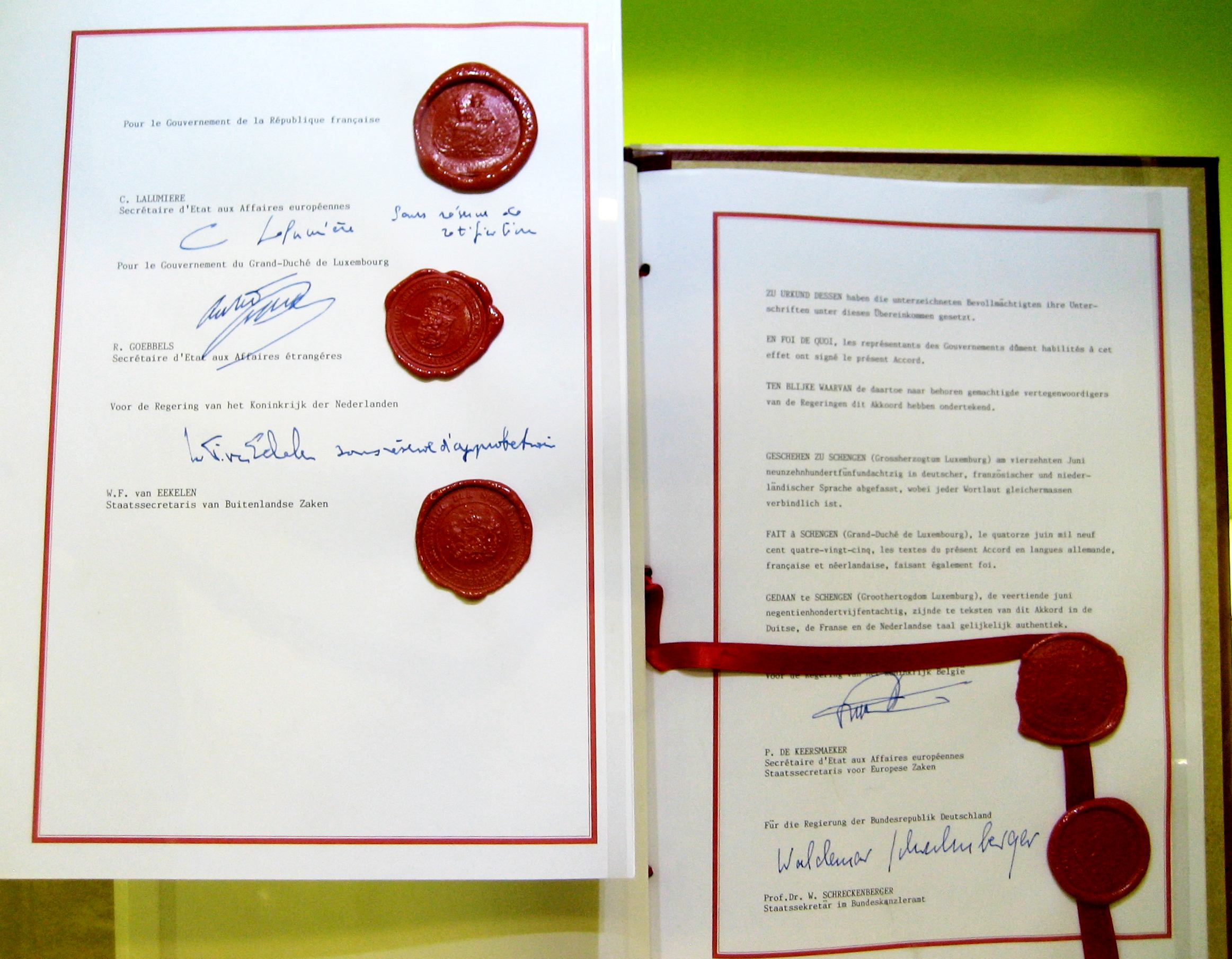
Schengenavtalet, som undertecknades den 14 juni 1985.

Schengensamarbetet regleras av Schengenregelverket, som grundar sig på Schengenavtalet och Schengenkonventionen. Regelverket skapades ursprungligen i form av mellanstatliga avtal mellan medlemsstaterna, men införlivades genom Amsterdamfördraget inom Europeiska unionens ramar och är sedan den 1 maj 1999 en integrerad del av unionens regelverk. Stora delar av det införlivade Schengenregelverket har sedan dess ersatts eller utvecklats genom rättsakter, såsom förordningar och direktiv. Schengenkodexen innehåller till exempel numera bestämmelserna om passage av de inre och yttre gränserna för personer.
Schengenregelverket reglerar alltifrån avskaffandet av de inre gränskontrollerna och förstärkandet av de yttre gränskontrollerna till villkoren för tredjelandsmedborgares rörelsefrihet inom Schengenområdet och det förstärkta polissamarbetet och straffrättsliga samarbetet. Sedan regelverket blev en del av unionsrätten måste varje bestämmelse, i enlighet med principen om tilldelade befogenheter, ha en rättslig grund i unionens fördrag. Större delen av regelverket grundar sig på bestämmelserna om området med frihet, säkerhet och rättvisa, särskilt artikel 77 i fördraget om Europeiska unionens funktionssätt, men i vissa fall även på de artiklar som rör den gemensamma invandringspolitiken, polissamarbete och straffrättsligt samarbete. Schengenregelverkets bestämmelser om vapen och narkotika utgör däremot en del av harmoniseringslagstiftningen för den inre marknaden.
Rättsakter som utvecklar Schengenregelverket antas i enlighet med de förfaranden som föreskrivs i fördragen, vanligtvis av Europaparlamentet och Europeiska unionens råd på förslag av Europeiska kommissionen i enlighet med det ordinarie lagstiftningsförfarandet.
Schengenregelverket är fullt bindande för alla unionens medlemsstater, utom Irland, som åtnjuter en särskild undantagsklausul gällande Schengensamarbetet och endast omfattas av vissa delar av regelverket. Därutöver omfattas även Island, Liechtenstein, Norge och Schweiz av regelverket genom särskilda associeringsavtal. Varje ny medlemsstat som ansluter sig till unionen måste godta regelverket fullt ut; delar av regelverket, däribland bestämmelserna om avskaffandet av gränskontrollerna vid de inre gränserna, blir dock tillämpliga först efter att vissa tekniska kriterier har uppfyllts. Tillämpningen av regelverket kontrolleras genom en särskild utvärderings- och övervakningsmekanism.

## Schengenområdet
|  | Schengenområdet och övriga områden utan inre gränskontroller |

|  | Medlemsstater inom Europeiska unionen med inre gränskontroller |

Schengenområdet består av de 25 medlemsstater inom Europeiska unionen som tillämpar Schengenregelverket fullt ut och som följaktligen har avskaffat sina gränskontroller vid de inre gränserna. Dessa medlemsstater är Belgien, Bulgarien, Danmark, Estland, Finland, Frankrike, Grekland, Italien, Kroatien, Lettland, Litauen, Luxemburg, Malta, Nederländerna, Polen, Portugal, Rumänien, Slovakien, Slovenien, Spanien, Sverige, Tjeckien, Tyskland, Ungern och Österrike. Därutöver ingår även Island, Liechtenstein, Norge och Schweiz genom särskilda associeringsavtal. Således bor det cirka 445 miljoner människor i Schengenområdet.
Inom Schengenområdet får de inre gränserna passeras överallt utan att någon in- eller utresekontroll genomförs, oavsett personens nationalitet. Cirka 1,7 miljoner personer bor i ett Schengenland och arbetar i ett annat. Dagligen görs cirka 3,5 miljoner resor över de inre gränserna. Totalt omfattar Schengenområdets yttre gräns 7 721 km landgräns och 42 673 km sjögräns.
Schengenområdet har gradvis utvidgats sedan Belgien, Frankrike, Luxemburg, Nederländerna, Portugal, Spanien och Tyskland avskaffade sina gränskontroller vid de inre gränserna den 26 mars 1995. Italien och Österrike anslöt sig under 1997 och följdes därefter av Grekland under 2000, Danmark, Finland, Island, Norge och Sverige under 2001, Estland, Lettland, Litauen, Malta, Polen, Slovakien, Slovenien, Tjeckien och Ungern under 2007, Schweiz under 2008, Liechtenstein under 2011, Kroatien under 2023 och Bulgarien och Rumänien under 2024.
Därutöver har de fyra europeiska mikrostaterna Andorra, Monaco, San Marino och Vatikanstaten öppna gränser gentemot Schengenområdet. De utfärdar inga egna visum, utan det är Schengenvisum som krävs för tredjelandsmedborgare. Medborgare i Andorra, Monaco och San Marino samt innehavare av pass som utfärdats av Vatikanstaten kan vanligtvis även använda de skilda köer vid gränsövergångsställen som normalt är avsedda för unionsmedborgare och andra medborgare som åtnjuter fri rörlighet enligt unionsrätten.
Inom Europeiska unionen finns två medlemsstater som fortfarande har kvar fullständiga gränskontroller. Dessa är Cypern och Irland. Av dessa medlemsstater har Cypern förbundit sig att avskaffa sina gränskontroller vid de inre gränserna när landet väl uppfyller vissa tekniska kriterier. Ett sådant beslut fattas av Europeiska unionens råd med enhällighet bland Schengenområdets medlemsstater och den anslutande medlemsstaten. Irland omfattas av en särskild undantagsklausul som gör att landet står permanent utanför Schengenområdet.

## Avskaffandet av gränskontroller vid de inre gränserna och villkor för rörelsefrihet

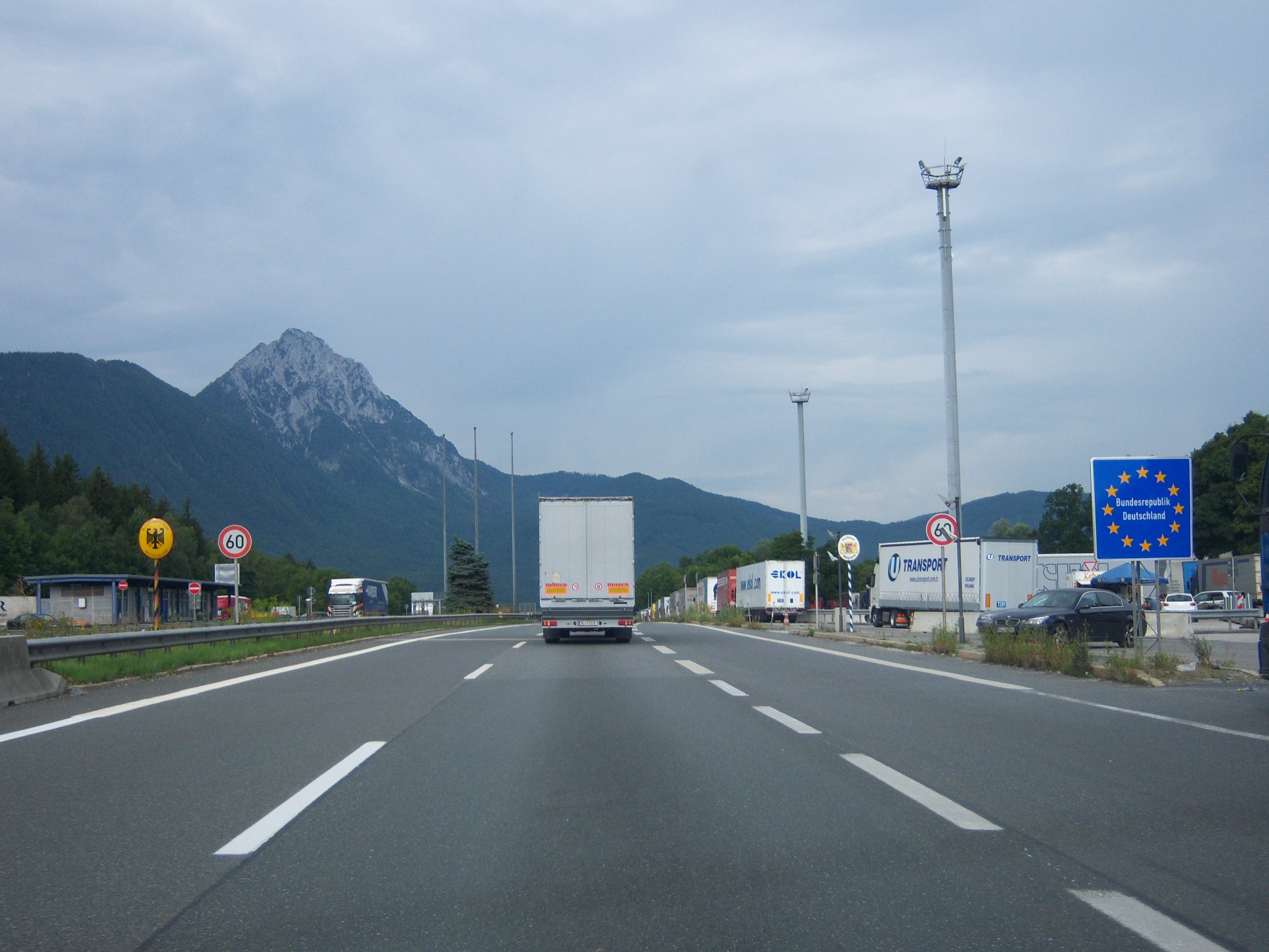
En inre gräns mellan Tyskland och Österrike, utan gränskontroller.

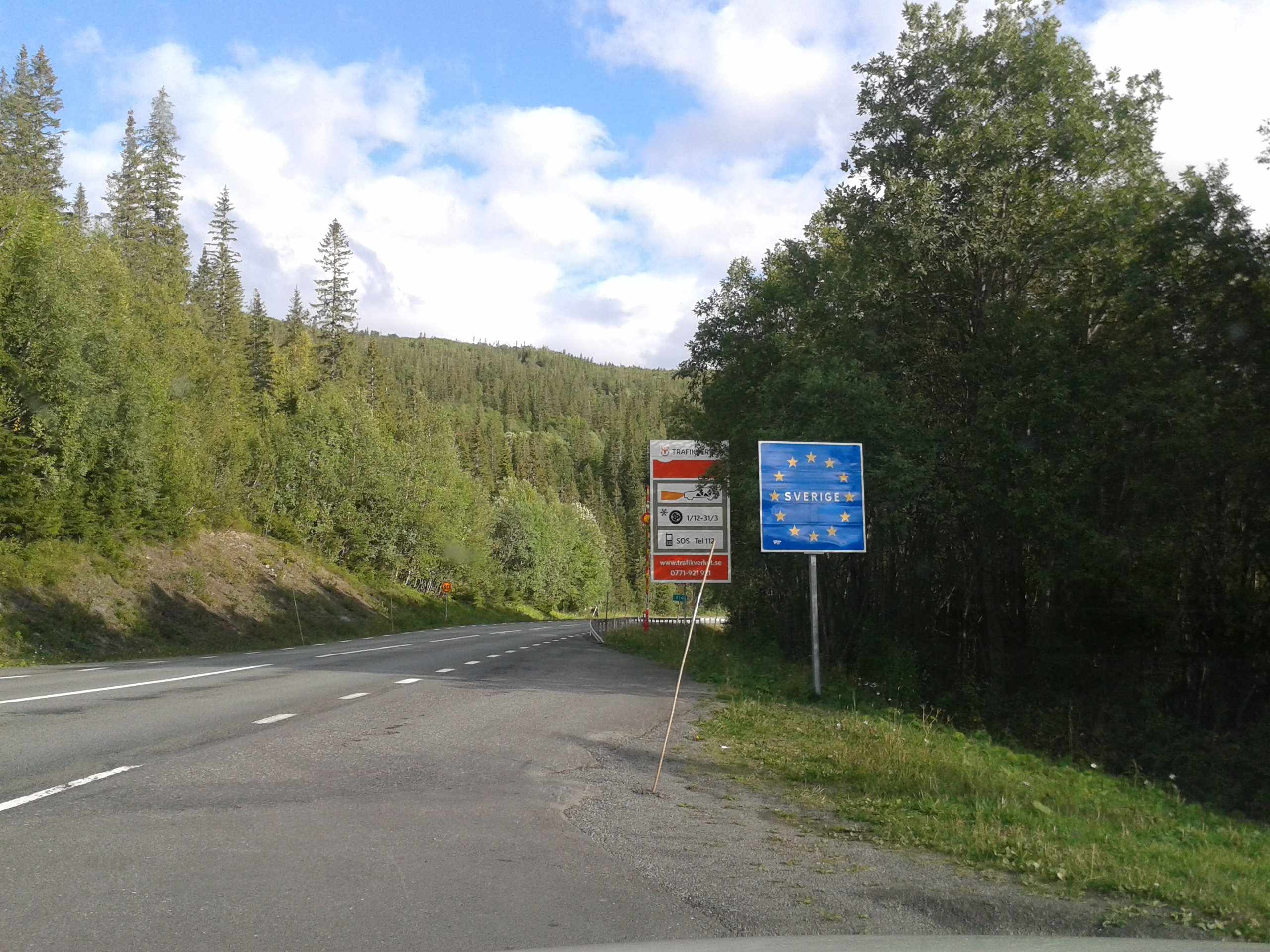
En inre gräns mellan Norge och Sverige, utan gränskontroller.

Genom Schengensamarbetet har medlemsstaterna avskaffat sina gränskontroller vid alla inre gränser inom Schengenområdet. De inre gränserna innefattar medlemsstaternas gemensamma landgränser, inklusive flod- och insjögränser, flygplatser för flyg inom Schengenområdet (”inrikesflyg”) samt kust-, flod- och insjöhamnar för reguljära inre färjeförbindelser. De inre gränserna får passeras överallt utan att någon in- eller utresekontroll genomförs, oavsett personens nationalitet. Till skillnad från de yttre gränserna behöver de inre gränserna alltså inte passeras vid särskilda gränsövergångsställen. Personer som passerar en inre gräns behöver inte heller uppvisa någon resehandling. Trots detta behöver personer som rör sig inom Schengenområdet i regel alltid bära med sig giltiga resehandlingar eftersom de kan krävas i andra sammanhang.
Avskaffandet av gränskontrollerna vid de inre gränserna hindrar inte andra typer av personkontroller, till exempel inre utlänningskontroller och poliskontroller som föranleds av brottsmisstanke. Även säkerhetskontroller av personer vid transportnav, såsom hamnar och flygplatser, är tillåtna, men endast under förutsättning att motsvarande säkerhetskontroller också utförs vid inrikesresor.
Genom Schengensamarbetet har medlemsstaterna förpliktat sig att undanröja alla hinder för ett smidigt trafikflöde vid de inre gränserna, särskilt alla hastighetsbegränsningar som inte uteslutande grundar sig på trafiksäkerhetshänsyn eller som krävs för användning av övervakningsteknik som i allmänhet används inom territoriet för att hantera hot mot allmän säkerhet eller allmän ordning. Samtidigt måste alla medlemsstater vara beredda att tillhandahålla de anordningar som krävs om gränskontrollerna vid de inre gränserna skulle tillfälligt behöva återinföras. Inre gränskontroller kan införas tillfälligt som en sista utväg om det föreligger ett allvarligt hot mot den allmänna ordningen eller den inre säkerheten i en medlemsstat.

### Villkor för rörelsefrihet
Avskaffandet av de inre gränskontrollerna påverkar inte i sig bestämmelserna om vem som har rätt att röra sig över de inre gränserna. Personer som rör sig över de inre gränserna måste fortsatt uppfylla de krav som ställs enligt Schengenregelverket eller andra delar av unionsrätten och i nationell lagstiftning för att få göra detta. Unionsmedborgare och deras familjemedlemmar som åtnjuter fri rörlighet enligt unionsrätten har rätt att röra sig fritt inom Schengenområdet (och övriga delar av Europeiska unionen) så länge de innehar en giltig resehandling; denna grundläggande rättighet påverkas inte av Schengenregelverket.
För tredjelandsmedborgare, som inte åtnjuter fri rörlighet, fastställs däremot villkoren för rörelsefrihet inom Schengenområdet genom Schengenkonventionen. Konventionen föreskriver att en tredjelandsmedborgare som lagligen uppehåller sig i ett Schengenland, antingen genom visum för kortare eller längre vistelse eller genom uppehållstillstånd, som huvudregel har rätt att resa till övriga Schengenländer för kortare vistelse (maximalt 90 dagar under en 180-dagarsperiod) om han eller hon i övrigt uppfyller inresevillkoren till Schengenområdet. Som ett undantag från denna regel kan personer som beviljats visum med territoriellt begränsad giltighet dock endast resa till den eller de medlemsstater som visumet har utfärdats för.
Alla personer, oavsett nationalitet, måste i regel alltid medföra en giltig resehandling vid resa inom Schengenområdet. Schengenregelverket hindrar inte medlemsstaterna från att kräva att alla personer innehar eller bär på sig identitetshandlingar som styrker deras rätt att uppehålla sig på medlemsstaternas territorium. Sådana bestämmelser finns i de flesta medlemsstaters lagstiftning. Även om gränskontrollerna vid de inre gränserna är avskaffade kontrolleras giltiga resehandlingar i andra sammanhang, till exempel vid flygresor, hotellvistelser och poliskontroller. Enligt rörlighetsdirektivet är pass och, för unionsmedborgare, nationellt identitetskort giltiga resehandlingar för personer som åtnjuter fri rörlighet. För tredjelandsmedborgare, som inte åtnjuter fri rörlighet, krävs ett pass som utfärdats under de senaste tio åren och som gäller i ytterligare minst tre månader efter planerat utresedatum. Identitetshandlingar som inte fastställer innehavarens medborgarskap, till exempel körkort, är i allmänhet inte giltiga som resehandlingar. Dock kan enskilda medlemsstater ha generösare nationell lagstiftning, till exempel gäller förmånligare regler för nordiska medborgare inom den nordiska passunionen.

#### Anmälningsplikt
Schengenregelverket hindrar inte medlemsstaterna från att, i enlighet med nationell lagstiftning, föreskriva att utlänningar ska anmäla sin närvaro till lokala, regionala eller nationella myndigheter i samband med inresa till en medlemsstat. För tredjelandsmedborgare ska anmälan ske antingen direkt i samband med inresan eller inom tre arbetsdagar räknat från inresedagen. Sådan anmälningsplikt omfattar även tredjelandsmedborgare som är bosatta i en medlemsstat och reser till en annan medlemsstat inom Schengenområdet. Enligt rörlighetsdirektivet kan liknande krav även ställas på unionsmedborgare och deras familjemedlemmar inom en ”rimlig och icke-diskriminerande tid” från ankomst, vilket i normalfallet anses vara 10 dagar.
För att hindra personer från att olagligen uppehålla sig inom Schengenområdet måste alla hotell, pensionat, campingplatser och liknande kontrollera sina utländska gästers identitetshandlingar och låta dem personligen fylla i ett registreringskort, som ansvariga myndigheter kan få tillgång till vid behov. Makar och medföljande minderåriga samt medlemmar i gruppresor omfattas dock inte av dessa bestämmelser. Genom nationell lagstiftning kan dock kraven vara mer långtgående och även gälla för de egna medborgarna och medlemmar i gruppresor.

#### Utvisning och återvändande
Inom ramen för den gemensamma invandringspolitiken innefattar Schengensamarbetet gemensamma bestämmelser om utvisning och återvändande av tredjelandsmedborgare som olagligen uppehåller sig inom Schengenområdet. Återvändandedirektivet innehåller gemensamma normer och förfaranden för återvändande av sådana tredjelandsmedborgare. Medlemsstaterna samarbetar och hjälper varandra bland annat vid återsändande med flyg. En speciell europeisk resehandling för återvändande har införts. Europeiska kommissionen har genom flera rekommendationer uppmanat medlemsstaterna att tillämpa återvändandedirektivets bestämmelser mer effektivt.
Medlemsstaterna erkänner också varandras beslut om avvisning och utvisning. Det innebär bland annat att en medlemsstat som har beslutat att utvisa en person som uppehåller sig i ett annat Schengenland kan få hjälp av detta land med att verkställa utvisningen.

#### Överföring av tredjelandsmedborgare som omhändertas i inre gränsområden
Schengenländerna kan samarbeta bilateralt för att omhänderta tredjelandsmedborgare som saknar rätt att vistas på deras territorium. Om en sådan tredjelandsmedborgare korsar en inre gräns och påträffas av ansvariga myndigheter i ett inre gränsområde och det är uppenbart att personen saknar rätt att vistas i den medlemsstat som personen har rest in i, kan denna medlemsstats ansvariga myndigheter överföra personen till den angränsande medlemsstaten i enlighet med ett förenklat förfarande. Det är sedan upp till den andra medlemsstaten att omhänderta personen i enlighet med återvändandedirektivets bestämmelser.

### Andra typer av kontroller än gränskontroller
Även om Schengenregelverket förbjuder gränskontroller vid de inre gränserna mellan Schengenländerna kan vissa andra kontroller förekomma, däribland poliskontroller, säkerhetskontroller vid transportnav samt tullkontroller.

#### Poliskontroller
Avskaffandet av de inre gränskontrollerna hindrar inte de nationella polismyndigheterna från att utöva polisiära befogenheter i gränsområden, i enlighet med nationell lagstiftning. Personkontroller är dock inte tillåtna i den mån de har samma verkan som in- och utresekontroller. Enligt Schengenkodexen ska särskilt poliskontroller som uppfyller vart och ett av följande krav anses vara förenliga med Schengenregelverket:
- De syftar inte till gränskontroll.
- De bygger på allmän polisinformation eller relevant folkhälsoinformation samt de behöriga myndigheternas erfarenhet när det gäller möjliga hot mot allmän säkerhet eller allmän ordning, och syftar särskilt till att bekämpa gränsöverskridande brottslighet, minska olaglig invandring, eller begränsa spridningen av en epidemisk infektionssjukdom.
- De utformas och utförs på ett sätt som klart skiljer sig från systematiska personkontroller vid de yttre gränserna, inbegripet när de utförs vid transportnav eller direkt ombord, när det gäller persontransporttjänster, och under förutsättning att de grundar sig på en riskbedömning.

EU-domstolen har genom sin rättspraxis preciserat hur ovanstående villkor ska tillämpas i praktiken. Domstolen har konstaterat att listan över krav i Schengenkodexen inte är en uttömmande förteckning över de villkor som polisiära åtgärder måste uppfylla för att inte anses ha samma verkan som in- och utresekontroller. Listan är inte heller en uttömmande förteckning över de syften som polisiära åtgärder får eftersträva för att anses vara tillåtna enligt Schengenkodexen. EU-domstolen har ansett att utökade polisiära befogenheter att kontrollera personers identitet i gränsnära områden i syfte att kontrollera att de innehar de identitetshandlingar som krävs enligt nationell lagstiftning är förenliga Schengenregelverket, men endast om sådana befogenheter är underställda nödvändiga föreskrifter i nationell lagstiftning som säkerställer att kontrollerna inte får samma verkan som in- och utresekontroller, till exempel vad gäller omfattning, frekvens och selektivitet. EU-domstolen har i ett annat mål konstaterat att gränsnära kontroller, under liknande omständigheter, även får utföras i syfte att kontrollera personers rätt att vistas i en medlemsstat. I ytterligare en dom har EU-domstolen däremot konstaterat att transportöransvar, i form av att bussbolag som bedriver gränsöverskridande trafik åläggs genom nationell lagstiftning att kontrollera alla sina resenärers resehandlingar, är att betrakta som kontroller med samma verkan som in- och utresekontroller. Såvida inte tillfälliga gränskontroller har införts vid en inre gräns är sådana krav därför olagliga enligt Schengenkodexen.
Europeiska kommissionen har förespråkat användandet av poliskontroller, även i gränsområden, framför tillfälligt införande av inre gränskontroller vid allvarliga hot mot den allmänna ordningen eller den inre säkerheten i en medlemsstat. Även Europeiska unionens råd har efterlyst stärkt polissamarbete i syfte att undvika inre gränskontroller.
Schengenregelverket hindrar inte heller inre utlänningskontroller, som utförs med syfte att kontrollera en utlännings rätt att uppehålla sig på en medlemsstats territorium. Sådana kontroller är tillåtna, även i gränsområden, under förutsättning att de inte får samma verkan som in- eller utresekontroller. Bestämmelserna om inre utlänningskontroller fastställs genom nationell lagstiftning. I vissa medlemsstater utförs de på regelbunden basis, medan de i andra medlemsstater i regel kräver brottsmisstanke eller något annat starkt skäl.

#### Säkerhetskontroller vid transportnav

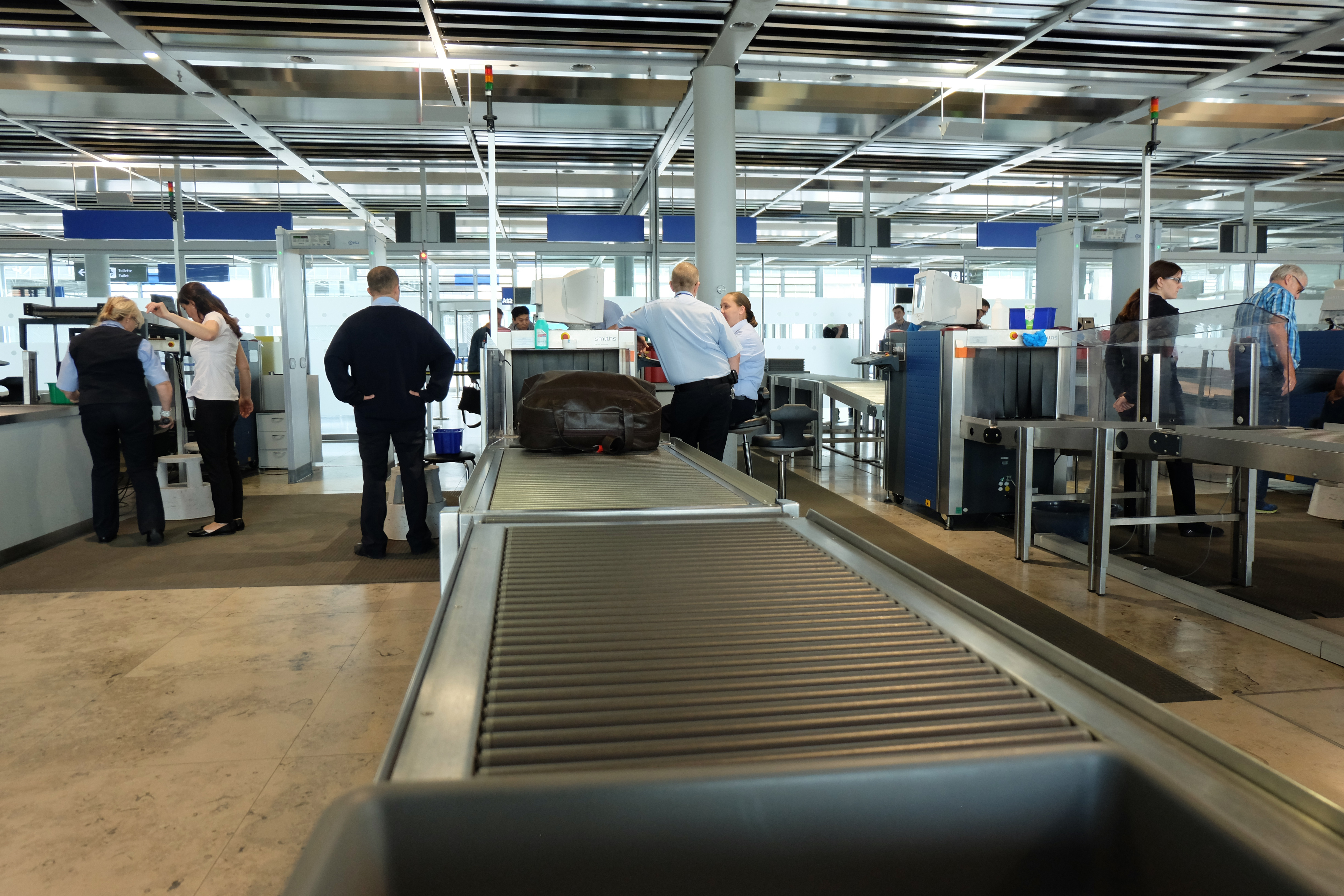
Säkerhetskontroller vid transportnav, såsom flygplatser, är tillåtna om samma kontroller utförs vid inrikesresor.

Säkerhetskontroller vid transportnav är tillåtna enligt Schengenregelverket förutsatt att samma kontroller utförs vid inrikesresor. Transportnav innefattar flygplatser, kust- eller flodhamnar och tåg- eller busstationer samt godsterminaler. Kontroller vid transportnav omfattar dock vanligtvis ingen kontroll av passagerarens identitet. Säkerhetskontrollerna kan utföras av ansvariga nationella myndigheter eller transportörerna själva.
Vissa gemensamma luft- och sjöfartsskyddsbestämmelser finns fastställda i unionsrätten som en del av den gemensamma transportpolitiken. Exempelvis finns ett direktiv som föreskriver att rederier måste registrera sina passagerares namn, kön, nationalitet och födelsedatum vid resor som överstiger 20 nautiska mil. Dessa bestämmelser syftar till att underlätta räddningsinsatser vid olyckor och gäller även inhemska färjeförbindelser. Direktivet fastställer inga krav på att rederierna ska utföra identitetskontroller för att verifiera passageraruppgifterna. Sådana krav kan dock förekomma i den nationella lagstiftningen.
På motsvarande sätt föreskriver unionens luftfartsskyddsbestämmelser att alla passagerare måste inneha ett giltigt boardingkort och genomgå en säkerhetskontroll för att nå en flygplats behörighetsområde. Vid en flygresa kan flygbolagen utföra identitetskontroller av sina passagerare i samband med incheckning och/eller ombordstigning som en del av deras normala affärsverksamhet. Sådana kontroller var tidigare ett krav enligt unionens luftfartsskyddsbestämmelser, men detta krav avskaffades den 29 april 2010. Flygbolagen kan dock fortfarande vara ålagda att utföra sådana kontroller enligt nationell lagstiftning, men de får i så fall inte vara diskriminerande. Pass och, för unionsmedborgare, nationellt identitetskort ska vid alla identitetskontroller anses vara giltiga resehandlingar, i enlighet med rörlighetsdirektivets bestämmelser. Flygbolagen kan dock godta andra identitetshandlingar om de vill. En passagerare som nekas ombordstigning av ett flygbolag på ogiltiga grunder har rätt till ekonomisk kompensation i enlighet med unionens regler för passagerarrättigheter.
Transportörerna får inte genom nationell lagstiftning hållas ansvariga för transporten av personer som inte uppfyller kraven för inresa eller uppehälle inom Schengenområdet. Transportörerna får inte heller kräva att tredjelandsmedborgare ska styrka lagligheten i sin vistelse genom uppvisande av visum eller uppehållstillstånd.

#### Tullkontroller

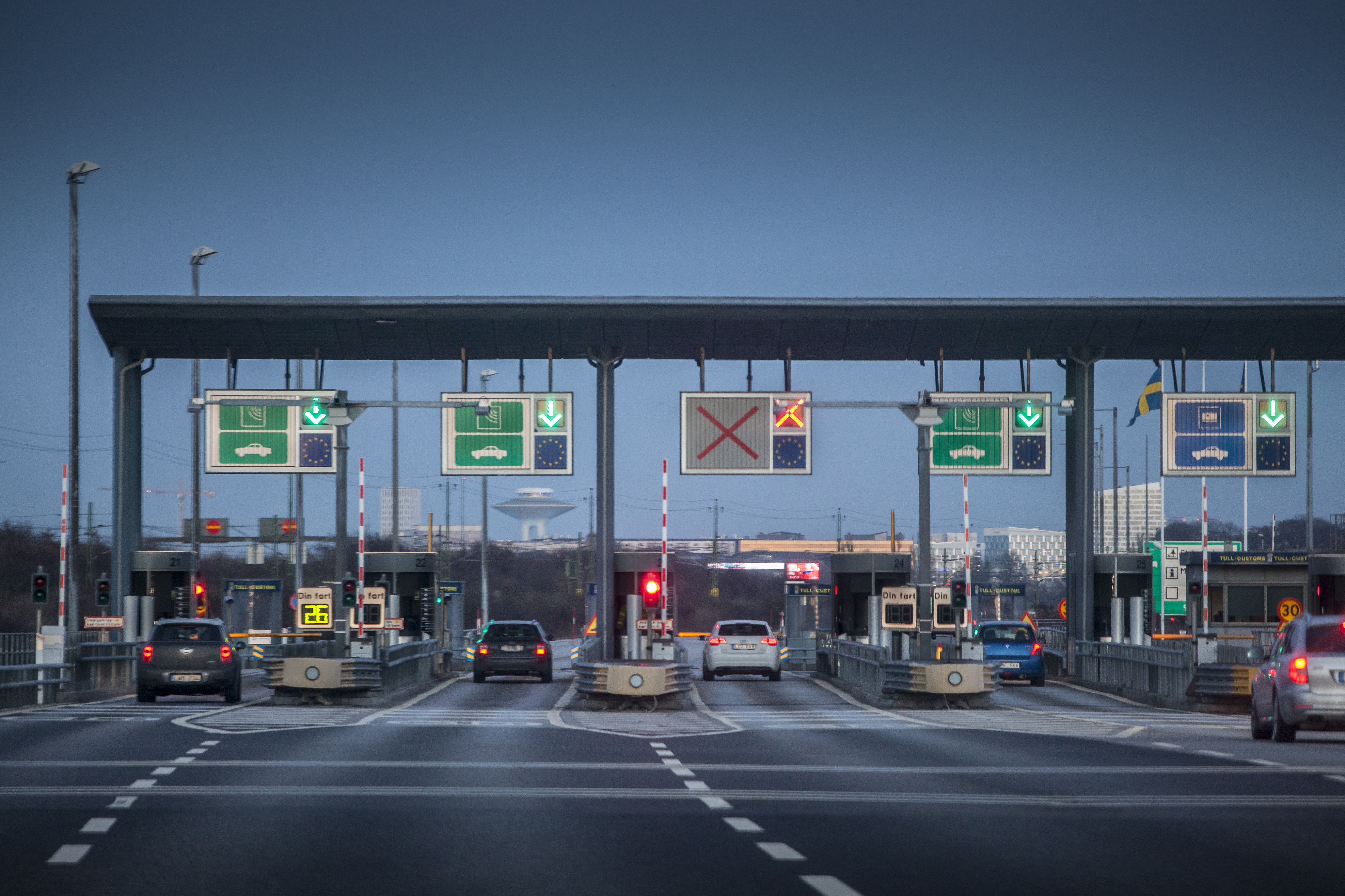
Tullkontroller finns vid bland annat Öresundsbron mellan Danmark och Sverige.

Schengensamarbetet hindrar inte de nationella myndigheterna från att genomföra tullkontroller vid de inre gränserna. Det innebär att kontroller som syftar till att hitta förbjudna eller begränsade varor, till exempel alkohol och narkotika, är tillåtna. De får dock inte innebära en personkontroll som utförs enbart på grund av att personen har korsat en inre gräns. Medlemsstaterna har samtidigt förbundit sig att underlätta varors rörlighet över de inre gränserna och ska därför genomföra tullkontroller på ett sätt så att trafikflödena påverkas så lite som möjligt. Enligt unionens tullkodex får de nationella myndigheterna vidta alla tullkontroller som de anser nödvändiga.
Det är framför allt Island, Liechtenstein, Norge och Schweiz, som alla står utanför Europeiska unionen och dess tullunion, som genomför tullkontroller. Även Finland och Sverige har i viss utsträckning tullkontroller vid de inre gränserna. De nordiska länderna har en tradition av starka tullkontroller, inte minst för att kontrollera flödet av alkohol och narkotika. Till exempel förekommer det regelbundna tullkontroller vid den svenska sidan av Öresundsbron mellan Danmark och Sverige.
Sedan 2016 krävs endast färdplan och landningstillstånd för privata flygplan inom Schengenområdet som inte har något att deklarera.

### Tillfälliga inre gränskontroller

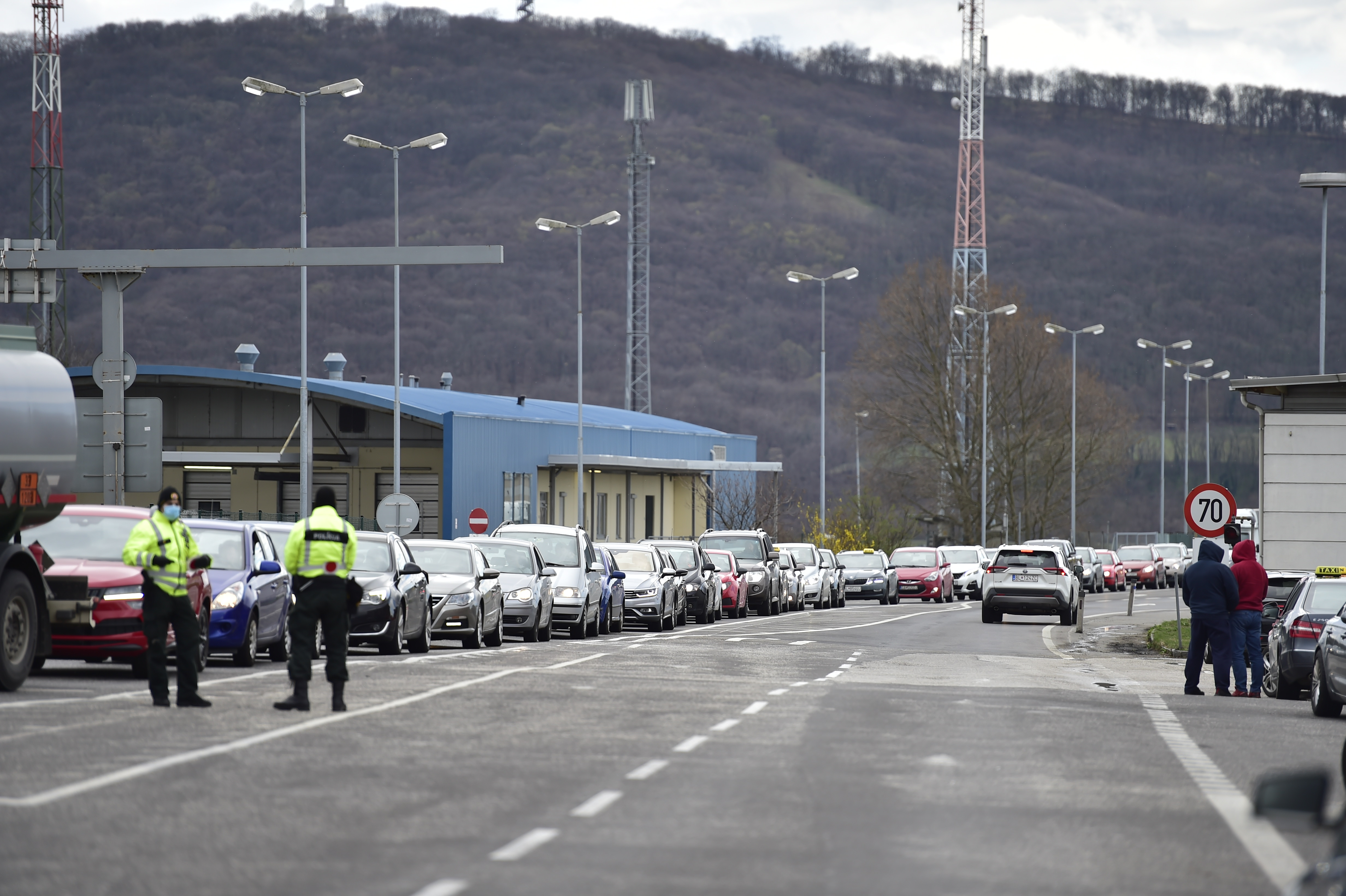
Tillfälliga inre gränskontroller mellan Slovakien och Österrike i mars 2020.

Även om huvudregeln enligt Schengenregelverket är att de inre gränserna ska vara fria från gränskontroller kan en medlemsstat inom Schengenområdet tillfälligt återinföra gränskontroller vid alla eller delar av sina inre gränser om det föreligger ett allvarligt hot mot den allmänna ordningen eller den inre säkerheten. Det får dock endast ske som en sista utväg och gränskontrollerna får kvarstå endast så länge som det är absolut nödvändigt för att bemöta det allvarliga hotet.
Inre gränskontroller kan särskilt införas vid följande situationer:
- Terroristhandlingar eller terroristhot, samt hot från grov organiserad brottslighet
- Större hot mot folkhälsan
- Storskaliga otillåtna förflyttningar av tredjelandsmedborgare
- Storskaliga eller uppmärksammade internationella evenemang, såsom stora idrottsevenemang

Vid införande av inre gränskontroller får tillämpliga delar av Schengenkodexens bestämmelser för de yttre gränserna tillämpas vid de berörda inre gränserna, dock är inte de inre gränserna att betrakta som yttre gränser.

## Gränskontroller vid de yttre gränserna och den gemensamma viseringspolitiken

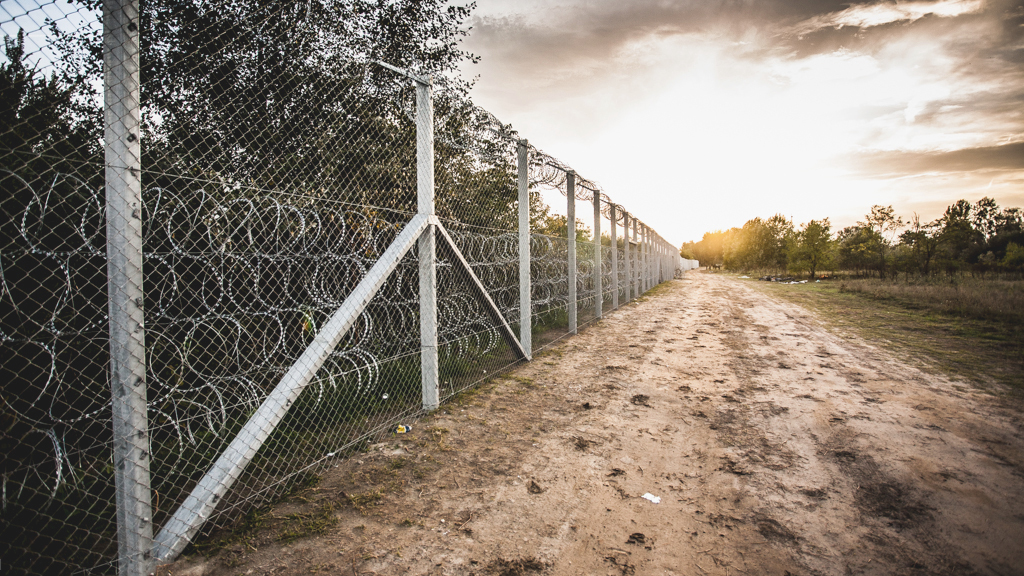
Den yttre gränsen mellan Ungern och Serbien, kraftigt förstärkt under 2015.

Genom Schengensamarbetet har medlemsstaterna förstärkt sina gränskontroller vid alla yttre gränser. De yttre gränserna innefattar medlemsstaternas samtliga landgränser, inklusive flod- och insjögränser, sjögränser samt flygplatser och kust-, flod- och insjöhamnar som inte utgör inre gränser. En hamn eller en flygplats kan innefatta både inre och yttre gränser. Även Cyperns gränser betraktas som yttre gränser och omfattas av Schengenregelverkets bestämmelser, trots att landet ännu inte ingår i Schengenområdet. De yttre gränserna får endast passeras vid särskilda gränsövergångsställen och under de öppettider som myndigheterna har fastställt. Endast vid oförutsedda nödsituationer eller efter godkännande av de nationella myndigheterna får de yttre gränserna passeras utanför gränsövergångsställena.
Vid gränsövergångsställena genomgår alla personer in- eller utresekontroll, vilka syftar till att säkerställa att personer, deras transportmedel och föremål i deras besittning kan tillåtas att resa in i eller ut ur Schengenområdet. Den som ankommer till Schengenområdet med egen båt eller eget flygplan, måste gå direkt till en hamn eller en flygplats som är ett godkänt gränsövergångsställe och anmäla sig där.
Alla medlemsstater har förbundit sig att upprätthålla gränsövervakning av sina yttre gränser med syfte att hindra personer från att olagligen passera de yttre gränserna utanför gränsövergångsställena. Vid delar av de yttre gränserna finns stängsel, taggtråd eller andra anordningar för att förhindra obehörig gränspassage.

### Inresevillkor
För att resa in i Schengenområdet måste personen i fråga uppfylla vissa inresevillkor. För unionsmedborgare och deras familjemedlemmar som åtnjuter fri rörlighet behövs endast en giltig resehandling: ett giltigt pass eller, för unionsmedborgare, nationellt identitetskort. Familjemedlemmar som normalt omfattas av visumkrav kan dock behöva inneha ett giltigt visum om de inte innehar ett giltigt uppehållskort eller någon annan handling som beviljar visumfrihet.
För tredjelandsmedborgare som inte åtnjuter fri rörlighet måste följande villkor uppfyllas:
- De är innehavare av en giltig resehandling (pass) som utfärdats under de senaste tio åren och som gäller i ytterligare minst tre månader efter planerat utresedatum.
- De innehar ett giltigt visum för kortare vistelse om de omfattas av visumkrav enligt den gemensamma viseringspolitiken, utom när de innehar ett giltigt visum för längre vistelse eller ett giltigt uppehållstillstånd.
- De kan styrka syftet med och villkoren för den avsedda resan och de har tillräckliga medel för sitt uppehälle, inklusive för återresan.
- De finns inte registrerade i Schengens informationssystem (SIS) med syfte att nekas inresa.
- De anses inte utgöra en risk för någon av medlemsstaternas allmänna ordning, inre säkerhet, folkhälsa eller internationella förbindelser.

Endast i undantagsfall får en medlemsstat frångå dessa krav och ändå bevilja inresa för en tredjelandsmedborgare, till exempel av humanitära skäl, av nationella intressen eller på grund av internationella förpliktelser.
En gemensam förteckning över giltiga resehandlingar har upprättats genom Schengenregelverket.

#### Viseringspolitik
|  | Schengenområdet |

|  | Övriga delar av Europeiska unionen som ej omfattas av viseringspolitiken |

|  | Tredjeländer vars medborgare åtnjuter visumfrihet vid kortare vistelse |

|  | Tredjeländer vars medborgare behöver visum vid inresa |

|  | Tredjeländer vars medborgare behöver visum vid inresa och flygplatstransitering |

Tredjelandsmedborgare som inte åtnjuter fri rörlighet enligt unionsrätten måste i regel alltid inneha visum vid kortare vistelse (maximalt 90 dagar under en 180-dagarsperiod) i Schengenområdet. Genom den gemensamma viseringspolitiken har Schengenområdet inrättat ett enhetligt visum för kortare vistelse och antagit gemensamma bestämmelser om utfärdandet av dessa handlingar. Det enhetliga visumet gäller normalt för resa inom hela Schengenområdet, men kan begränsas till ett mindre område om särskilda skäl föreligger. Visumet ger tredjelandsmedborgare rätt att till exempel turista, besöka anhöriga och delta i konferenser eller affärsmöten, men däremot inte att arbeta eller studera.
En del tredjeländers medborgare (främst i Amerika och Europa) har undantagits från visumkraven av olika skäl, till exempel med hänsyn till en låg risk för olaglig invandring och till unionens yttre förbindelser med de berörda tredjeländerna. Även tredjelandsmedborgare med visum för längre vistelse eller uppehållstillstånd har i regel rätt att röra sig inom Schengenområdet utan visum för kortare vistelse.
Enligt Chicagokonventionen behöver personer i regel inte visum för flygplatstransitering, det vill säga för transitering genom de internationella transitområdena på internationella flygplatser. Genom ett särskilt undantag från denna princip måste dock medborgare i Afghanistan, Bangladesh, Eritrea, Etiopien, Ghana, Irak, Iran, Kongo-Kinshasa, Nigeria, Pakistan, Somalia och Sri Lanka inneha visum vid flygplatstransitering genom Schengenområdet. Varje Schengenland kan självt besluta om begränsningar för ytterligare tredjelandsmedborgare. Åtskilliga Schengenländer har till exempel begränsningar för medborgare från Sudan och Syrien.
Vid planerade vistelser som överstiger 90 dagar under en 180-dagarsperiod, men som inte varar mer än ett år, kan en medlemsstat utfärda visum för längre vistelse inom ramen för den gemensamma invandringspolitiken. Sådana visum utfärdas enligt nationell lagstiftning, men följer samma enhetliga utformning som visum för kortare vistelse. För längre vistelse än ett år krävs alltid uppehållstillstånd för personer som inte åtnjuter fri rörlighet. Uppehållstillstånd utfärdas enligt nationell lagstiftning, men följer den enhetliga utformningen för uppehållstillstånd inom Europeiska unionen. Både visum för längre vistelse och uppehållstillstånd tillåter innehavaren att resa till övriga Schengenländer för kortare vistelse (maximalt 90 dagar under en 180-dagarsperiod).

### In- och utresekontroller

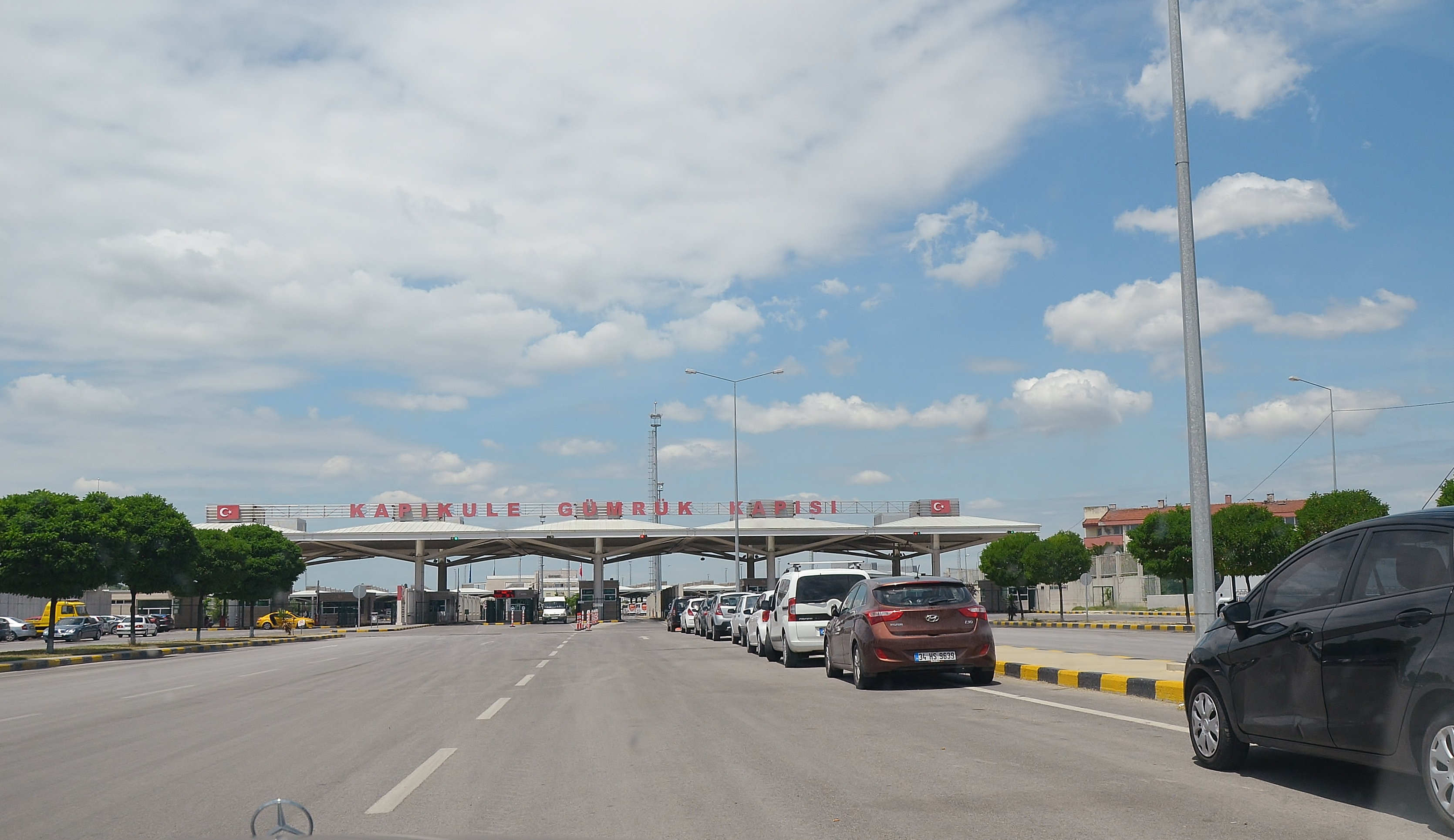
In- och utresekontroller vid gränsen mellan Bulgarien och Turkiet.

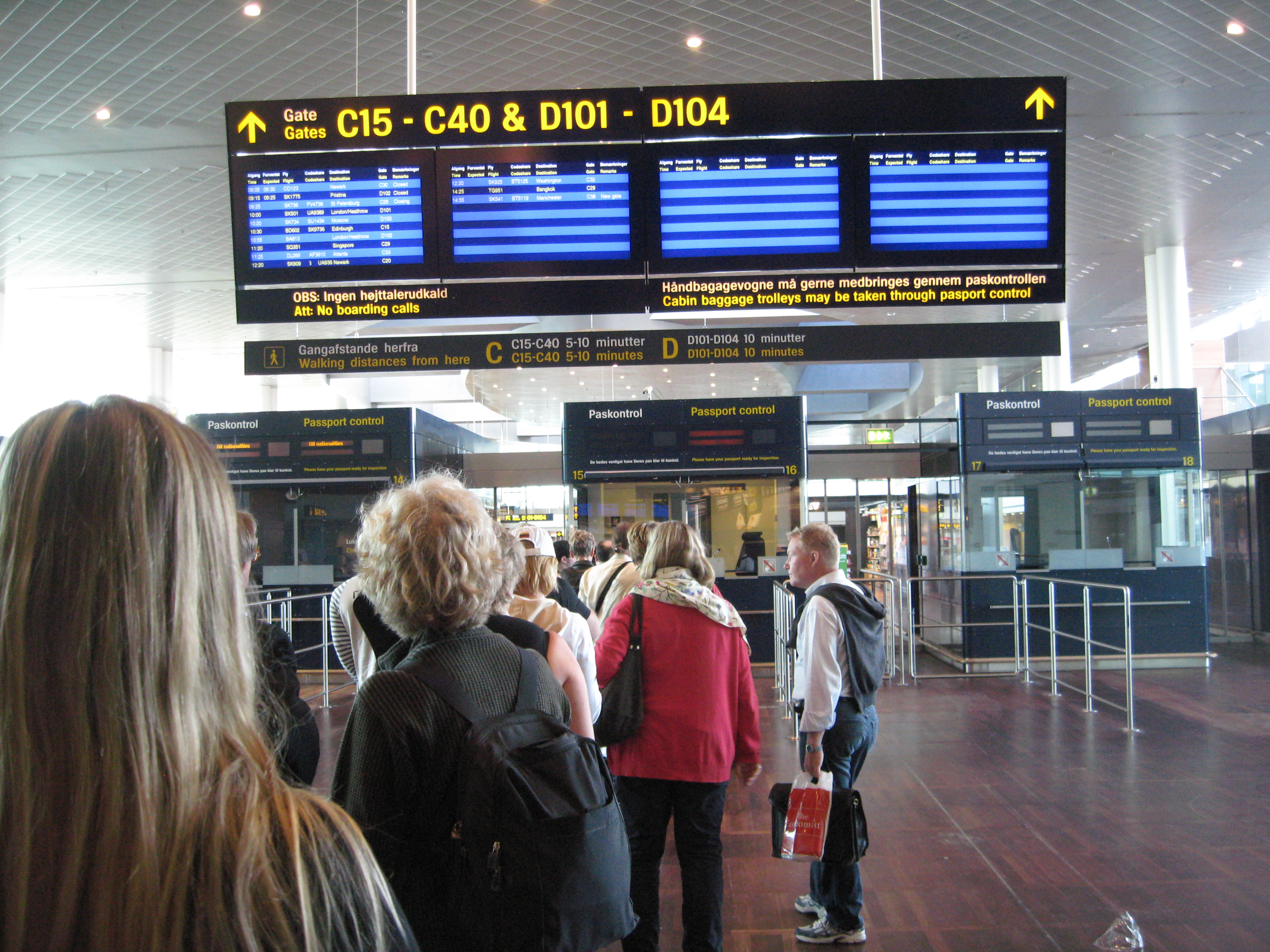
Utresekontroller vid Kastrups flygplats.

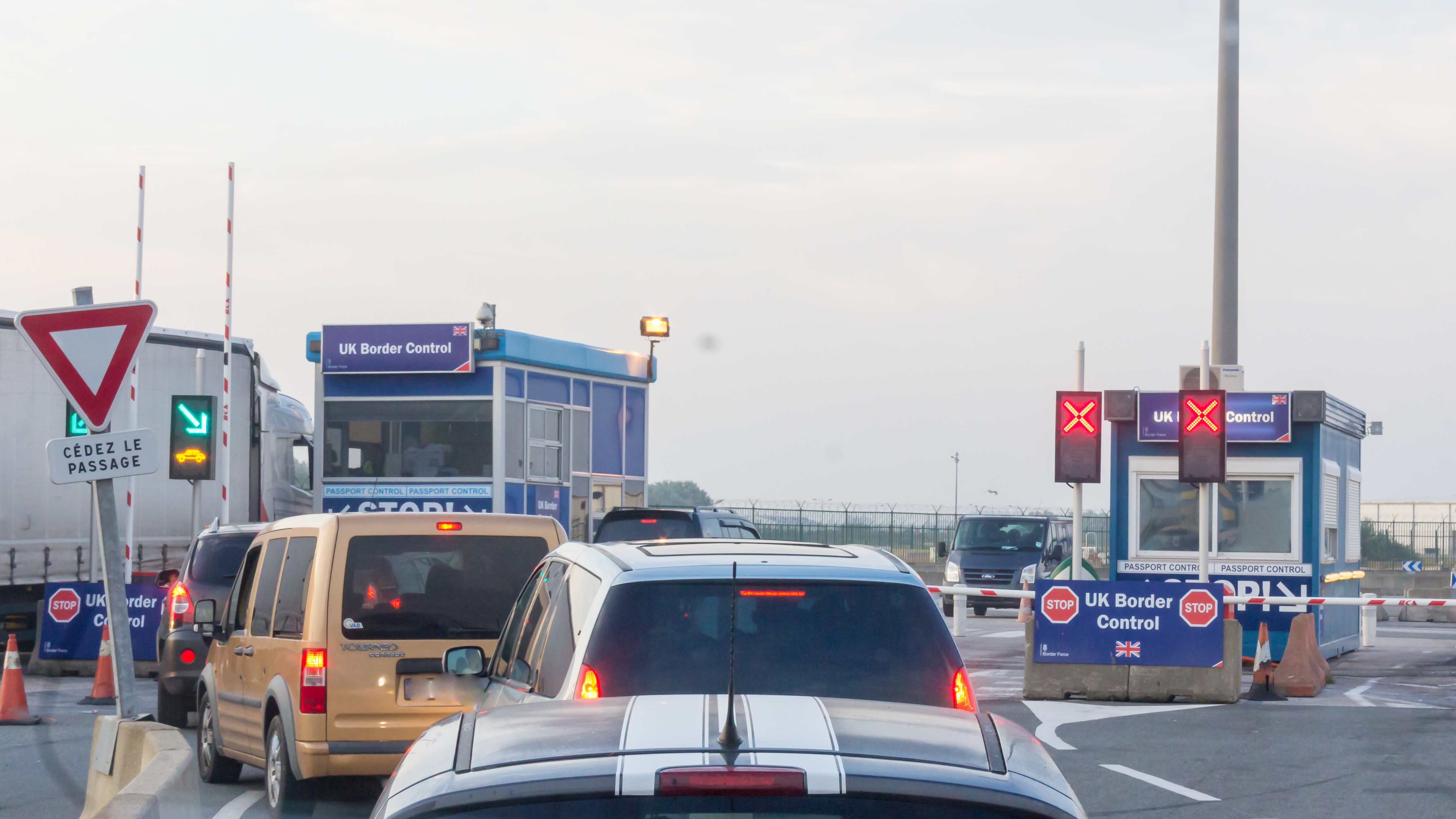
Brittisk inresekontroll i en fransk färjehamn.

Alla personer, oavsett nationalitet, måste genomgå in- och utresekontroller vid de yttre gränserna. Detta sker vid särskilda gränsövergångsställen och syftar till att säkerställa att personer, deras transportmedel och föremål i deras besittning kan tillåtas att resa in i eller ut ur Schengenområdet. In- och utresekontrollerna måste fullt ut respektera mänsklig värdighet, till exempel får gränskontrolltjänstemännen inte diskriminera personer på grund av kön, ras eller etnisk tillhörighet, religion eller övertygelse, funktionshinder, ålder eller sexuell läggning. Vid många gränsövergångsställen, framför allt vid flygplatser, finns skilda köer för unionsmedborgare (inklusive alla Schengenmedborgare och deras familjemedlemmar samt andra medborgare som åtnjuter fri rörlighet enligt unionsrätten) och tredjelandsmedborgare med syfte att underlätta och påskynda passage för unionsmedborgare. På vissa stora flygplatser finns även automatiska gränskontroller för unionsmedborgare, där en dator läser av ansiktet via en kamera och jämför med fotografiet i resehandlingen. Information om gränskontrollerna ska finnas tillgängliga på alla unionens officiella språk samt de officiella språken i de angränsande tredjeländerna.
Både unionsmedborgare och tredjelandsmedborgare genomgår en noggrann in- och utresekontroll. Detta innefattar en fullständig kontroll av personens identitet, framför allt att personens resehandling är giltig och äkta samt tillhör personen i fråga. Gränstjänstemännen ska som regel genomföra systematiska sökningar i nationella och europeiska databaser för att säkerställa att personen inte utgör ett allvarligt hot mot den allmänna ordningen, inre säkerheten, folkhälsan eller medlemsstaternas internationella förbindelser. Undantag från dessa systematiska sökningar får göras med hänsyn till trafikflöden, men då främst för unionsmedborgare och på grundval av en riskbedömning. Undantag får även göras vid de yttre gränserna mot de medlemsstater som ännu inte ingår i Schengenområdet, men som deltar i Schengensamarbetet, för att unionsmedborgare ska slippa att genomgå samma förfarande mer än en gång.
För tredjelandsmedborgare som inte åtnjuter fri rörlighet genomförs även en kontroll av personens visum eller uppehållstillstånd, vilka in- och utresestämplar som finns i passet, vad syftet med vistelsen är, om personen har tillräckliga medel för sitt uppehälle samt om personen äventyrar den allmänna ordningen, inre säkerheten, folkhälsan eller medlemsstaternas internationella förbindelser genom en kontroll i nationella och europeiska databaser. Visum kontrolleras i regel alltid genom Informationssystemet för viseringar (VIS). Tredjelandsmedborgares resehandlingar stämplas systematiskt med in- och utresestämplar, förutom om tredjelandsmedborgaren innehar ett giltigt uppehållskort.
Särskilda bestämmelser gäller för till exempel statschefer och deras delegationer (som vid föranmälda besök aldrig får underkastas in- eller utresekontroller), flygplanspiloter och övriga civila besättningsmedlemmar, sjömän, innehavare av diplomatpass, gränsarbetare och minderåriga.

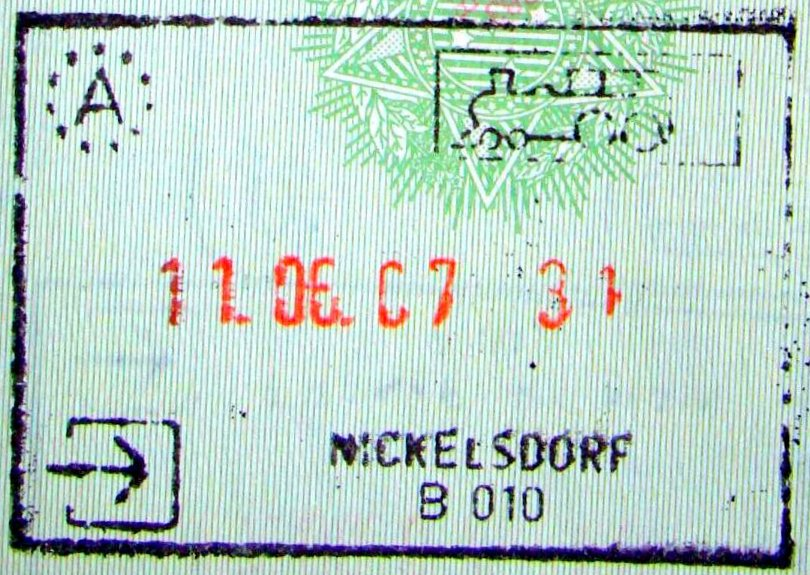
Inresestämpel för tågresa vid gränsövergångsstället Nickelsdorf (Österrike).
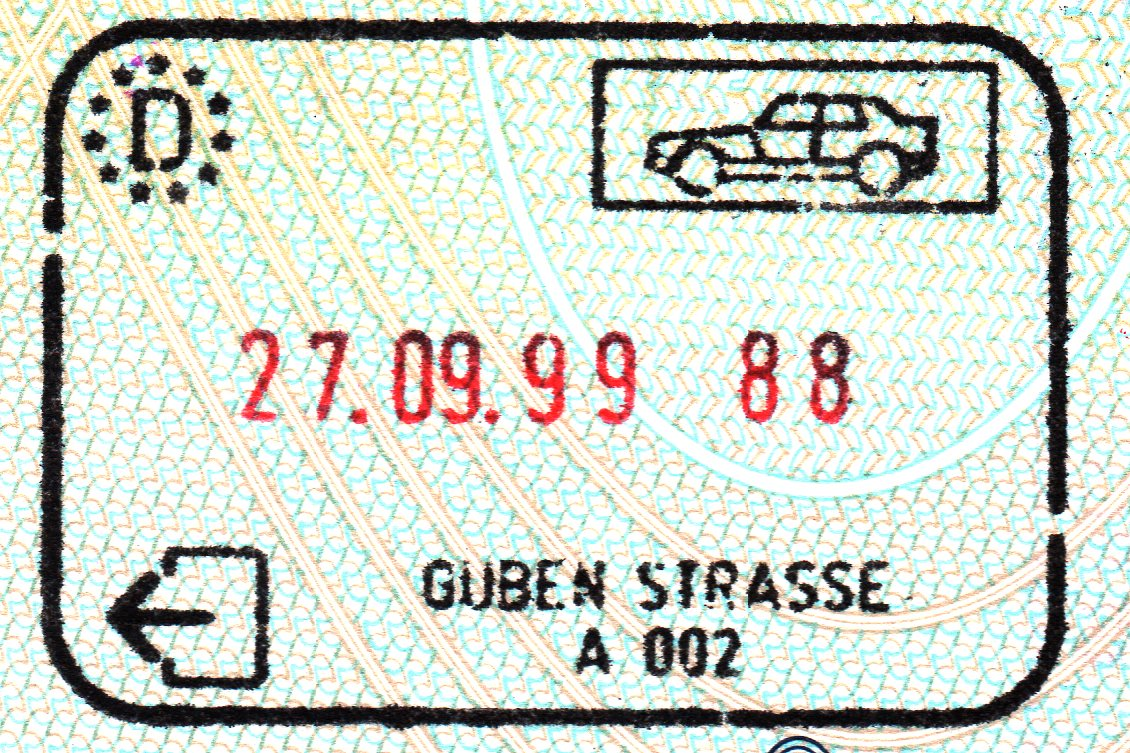
Utresestämpel för bilresa vid gränsövergångsstället Guben Sirasse (Tyskland).
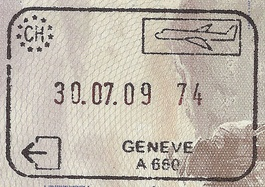
Utresestämpel för flygresa vid gränsövergångsstället Genèves internationella flygplats (Schweiz).

#### System för in- och utresa
I slutet av 2017 beslutade Europaparlamentet och Europeiska unionens råd att inrätta ett in- och utresesystem, ett datasystem för att hantera in- och utreseuppgifter för tredjelandsmedborgare. Systemet, som beräknas bli operativt under 2025, kommer att ersätta dagens in- och utresestämplar med ett elektroniskt system för tredjelandsmedborgare som inte åtnjuter fri rörlighet eller innehar uppehållstillstånd. Det innebär ökad kontroll av vilka tredjelandsmedborgare som olagligen befinner sig i Schengenområdet efter det sista tillåtna uppehållelsedatumet. In- och utresesystemet kommer också att innehålla information om tredjelandsmedborgare vars inresa till Schengenområdet har nekats av en medlemsstat.
Ett system för reseuppgifter och resetillstånd (Etias) kommer även att inrättas för tredjelandsmedborgare som åtnjuter visumfrihet. Alla visumfria personer, som inte åtnjuter fri rörlighet enligt unionsrätten eller innehar uppehållstillstånd eller motsvarande, kommer att behöva registrera sig i Etias innan de reser in i Schengenområdet. Personer över 18 år kommer att behöva betala en ansökningsavgift på 5 euro. Ansökan kommer att ta cirka 10 minuter att fylla i och väntas behandlas inom ett par minuter. Systemet är tänkt att kunna identifiera personer som ägnar sig åt olaglig migration eller som utgör en säkerhetsrisk. Europaparlamentet och rådet godkände i juli 2018 Europeiska kommissionens förslag till att inrätta Etias. Systemet väntas vara genomfört operativt under 2025.
I september 2020 föreslog kommissionen även inrättandet av ett nytt screeningförfarande, som alla som försöker passera de yttre gränserna utan att uppfylla inresevillkoren kommer att behöva genomgå, inklusive asylsökande. En del av det föreslagna förfarandet innebär att dessa personer kommer att kontrolleras mot diverse europeiska databaser.
I april 2022 presenterade kommissionen ett lagförslag för att digitalisera viseringsförfarandet och möjliggöra utfärdandet av digitala visum i Informationssystemet för viseringar (VIS). Lagförslaget antogs av Europaparlamentet och Europeiska unionens råd den 22 november 2023 och trädde i kraft den 27 december 2023. Det kommer dock att ta flera år innan det digitala viseringsförfarandet är helt genomfört.

#### Lokal gränstrafik

Gränser där regler om lokal gränstrafik tillämpas (i rött).

Schengenregelverket tillåter medlemsstaterna att sluta bilaterala avtal med angränsande tredjeländer om förenklade gränskontroller för lokal gränstrafik. Sådana avtal kan tillåta personer bosatta inom 30 km från gränsen, på båda sidor av den, att få tillstånd att fritt passera gränsen valfritt antal gånger. Tillstånden ges av det mottagande landet och gäller minst 1 år och högst 5 år. Endast resor som sträcker sig högst 30 km från gränsen är tillåtna, utom i undantagsfall då de avtalsslutande länderna kan komma överens om att gränsområdet ska omfatta områden upp till 50 km från den yttre gränsen. Tillstånden fungerar ungefär som visum för upprepade resor, även om de formellt inte räknas som visum.
Bilaterala avtal har slutits mellan Ukraina, å ena sidan, och Polen, Slovakien, Rumänien och Ungern, å andra sidan, mellan Ryssland, å ena sidan, och Lettland, Norge och Polen, å andra sidan, mellan Belarus och Lettland samt mellan Moldavien och Rumänien. Ett bilateralt avtal har även slutits mellan Bosnien och Hercegovina och Kroatien, men det har ännu inte trätt i kraft (även om bosniska medborgare numera har visumfrihet i Kroatien och tvärtom) Dessutom finns en möjlighet för närboende medborgare i Marocko och bosatta i Ceuta eller Melilla (Spanien) att få tillstånd att besöka varandras områden valfritt antal gånger under en period, baserat på ett äldre regelverk (i gengäld är det personkontroller för resor från Ceuta eller Melilla till övriga Schengenområdet, något som inte gäller övriga områden med lokal gränstrafik).

#### Transportöransvar
Schengensamarbetet innefattar ett transportöransvar som innebär att transportörer (såsom buss-, flyg- och färjebolag) är skyldiga att säkerställa att deras egna passagerare, om de är tredjelandsmedborgare, vid inresa till Schengenområdet innehar de dokument som krävs för detta, till exempel giltigt pass och visum. En transportör som inte fullgör sitt transportöransvar riskerar olika typer av sanktioner av de nationella myndigheterna, såsom ekonomiska påföljder eller körförbud. Vidare kan transportörerna bli skyldiga att transportera tillbaka passagerare som nekas inresa. Gränstrafik är i regel undantagen. Flygbolag är även skyldiga att överföra uppgifter om sina passagerare till ansvariga nationella myndigheter.
I enlighet med flyktingkonventionen påverkar bestämmelserna om transportöransvar inte medlemsstaternas skyldigheter att utreda asylsökandes ansökningar om asyl. Eftersom en transportör inte kan veta på förhand om en person kommer att beviljas asyl innebär detta dock att transportörer avstår från att transportera personer som saknar giltiga resehandlingar, även om de enligt flyktingkonventionen skulle kunna komma att betraktas som flyktingar. I praktiken försvårar detta asylsökandes möjligheter att ta sig till Schengenområdet för att söka asyl.
Genom ett direktiv har Europeiska unionens råd fastställt minimi- och maximibelopp för de ekonomiska påföljder som följer om en transportör transporterar en passagerare utan giltiga resehandlingar. Minimibeloppet som ekonomisk påföljd får inte understiga 3 000 euro per person, medan maximibeloppet inte får understiga 5 000 euro. Utöver ekonomiska påföljder ger direktivet även medlemsstaterna rätt att vidta andra former av sanktioner, till exempel körförbud, beslagtagande och konfiskering av transportmedel eller tillfälligt upphävande eller återkallande av tillståndet att bedriva trafik.

### Tillfälliga reserestriktioner för tredjelandsmedborgare
Till följd av covid-19-pandemin infördes nya bestämmelser i Schengenregelverket under 2024 som innebär att gemensamma reserestriktioner kan införas för tredjelandsmedborgare i händelse av ett större hot mot folkhälsan. Sådana reserestrikioner införs av Europeiska unionens råd på förslag av Europeiska kommissionen. De kan innefatta både restriktioner för inresa till medlemsstaterna och hälsorelaterade restriktioner i form av krav om testning, karantän och självisolering. Tillfälliga reserestriktioner måste alltid vara proportionella och icke-diskriminerande.
Medlemsstaterna får införa mer långtgående reserestriktioner endast i den mån det inte inverkar negativt på Schengenområdets funktionssätt. Alla åtgärder måste vara förenliga med bestämmelserna om fri rörlighet för personer som regleras av rörlighetsdirektivet. Även vissa andra kategorier av personer omfattas av undantag vid tillfälliga reserestriktioner, däribland varaktigt bosatta och andra tredjelandsmedborgare med uppehållstillstånd samt deras familjemedlemmar.

### Gränsövervakning

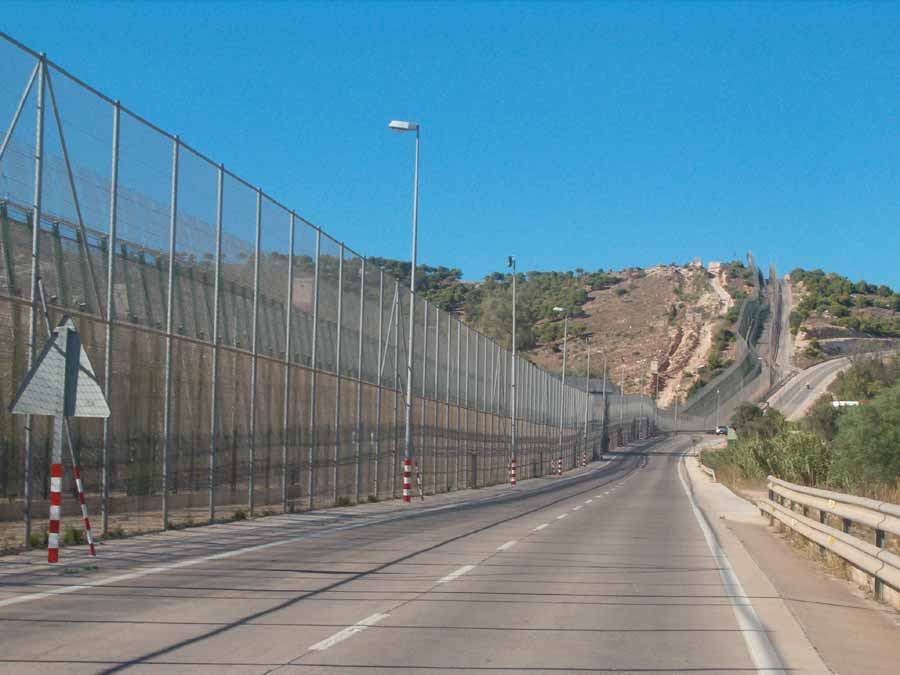
Gränsstängslena i Ceuta och Melilla var de första gränsstängslen att byggas vid de yttre gränserna.

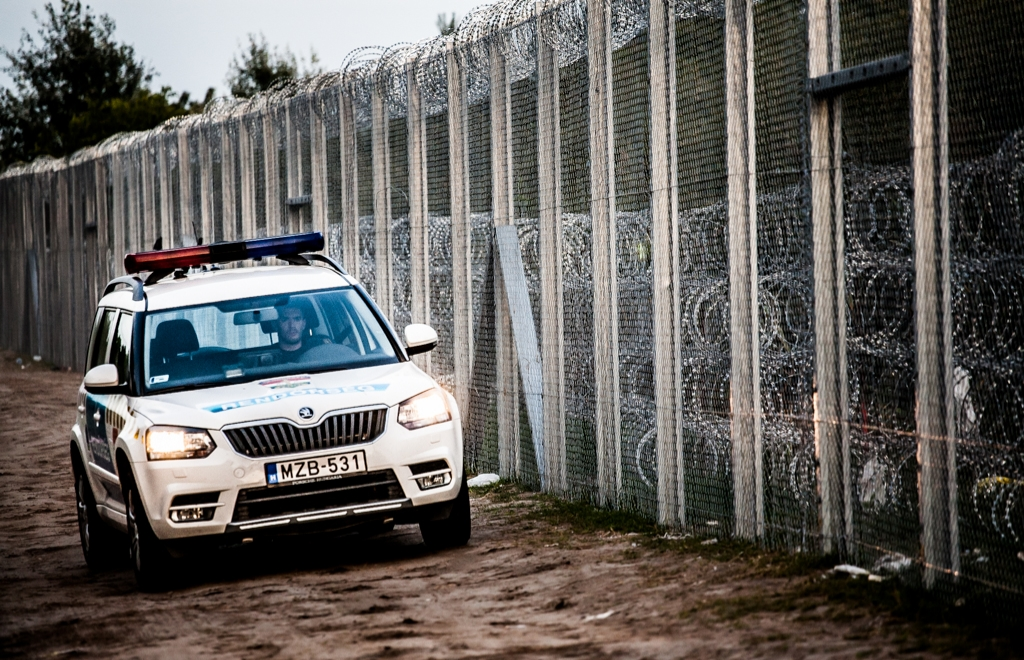
Gränsövervakning av den yttre gränsen.

Gränsövervakning innefattar all övervakning av gränser mellan gränsövergångsställen och övervakning av gränsövergångsställen utanför de fastställda öppethållandetiderna. Syftet med gränsövervakning är bland annat att förhindra eller upptäcka obehörig gränspassage och att bekämpa gränsöverskridande brottslighet.
För att övervaka de yttre gränserna används både stationära och rörliga enheter liksom olika tekniska hjälpmedel. Medlemsstaterna är skyldiga att dimensionera antalet gränskontrolltjänstemän utifrån befintliga eller förutsedda risker och hot. Framför allt sedan flyktingkrisen 2015 har delar av de yttre gränserna förstärkts med stängsel, taggtråd eller andra anordningar för att förhindra obehörig gränspassage. Det första gränsstängslet vid en yttre gräns byggdes i Ceuta och Melilla vid Spaniens gränser mot Marocko under början av 1990-talet. Sedan 2014 har omfattande gränsstängsel även byggts vid följande yttre gränser: Bulgariens och Greklands gränser mot Turkiet, Ungerns gräns mot Serbien, Norges, Finlands, Estlands, Lettlands och Litauens gränser mot Ryssland, Lettlands, Litauens och Polens gränser mot Belarus samt Frankrikes gräns mot Storbritannien (vid Calais). Därutöver finns gränsstängsel mellan Cypern och Nordcypern samt mellan Grekland och Nordmakedonien som byggts av andra länder eller aktörer än Schengenländerna. Totalt är cirka 13 procent av de yttre landgränserna utrustade med gränsstängsel. Tidigare fanns även gränsstängsel mellan Slovenien och Ungern, å ena sidan, och Kroatien, å andra sidan, men dessa togs bort i samband med Kroatiens anslutning till Schengenområdet den 1 januari 2023.
Genom Europeiska gränsövervakningssystemet utbyter medlemsstaterna information med varandra om gränsövervakningen av de yttre gränserna. Systemet integrerades med den europeiska gräns- och kustbevakningen under 2019.

#### Bekämpande av obehörig gränspassage och instrumentalisering av migranter
Medlemsstaterna ska enligt Schengenregelverket bekämpa obehörig gränspassage. Detta innefattar dels gränspassage utanför gränsövergångsställena, dels gränspassage vid gränsövergångsställena utanför de öppettider som de nationella myndigheterna har fastställt. Medlemsstaterna får även vidta alla nödvändiga åtgärder för att upprätthålla säkerhet, lag och ordning när ett stort antal migranter kollektivt och med användande av våld försöker passera de yttre gränserna på ett otillåtet sätt. Detta innefattar möjligheten att tillfälligt stänga eller begränsa öppethållandetiderna för specifika gränsövergångsställen. Inom ramen för den gemensamma invandringspolitiken har medlemsstaterna enats om gemensamma definitioner av hjälp till olaglig inresa, transitering och vistelse.
Antalet obehöriga gränspassager ökade kraftigt från 2008 till 2011, i huvudsak till följd av den arabiska våren. Antalet ökade ytterligare under 2014 och 2015, vilket utlöste en flyktingkris. De illegala vägarna in i Schengenområdet har förändrats över tiden. Under 1990-talet var Kanarieöarna det främsta målet för afrikanska migranter. Under 2000- och 2010-talet ökade istället antalet migranter som tog sig över Medelhavet, antingen via Malta och Lampedusa eller mellan Turkiet och Grekland. Det stora antalet asylsökande som under 2015 tog sig till Schengenområdet via Grekland och Serbien ledde till att flera medlemsstater införde tillfälliga inre gränskontroller i enlighet med de bestämmelser som finns i Schengenregelverket. Samtidigt förstärkte flera medlemsstater, i synnerhet Ungern, sina yttre gränser, eftersom de asylsökande försökte ta sig in landvägen genom att tillfälligt lämna Schengenområdet och resa via Serbien istället för att flyga från Grekland.
Till följd av covid-19-pandemin minskade antalet obehöriga gränspassager kraftigt under 2020–2021. Under 2022 och 2023 ökade antalet igen och nådde över 232 000 obehöriga gränspassager under de första åtta månaderna under 2023.

#### Frontex
Gränsövervakning är i huvudsak fortfarande en nationell befogenhet. Genom Frontex finns dock ett operativt samarbete på europeisk nivå som möjliggör bland annat assistans i form av europeiska gränskontrolltjänstemän till de nationella myndigheterna. Frontex förstärktes under 2016 genom inrättandet av en europeisk gräns- och kustbevakning, med bland annat en personalstyrka på 1 500 personer som kan sättas in vid nödsituationer för att bistå en medlemsstats gränsövervakning. I november 2019 stärktes Frontex befogenheter ytterligare och en plan för att ha 10 000 gränskontrolltjänstemän tillgängliga senast 2027 antogs.

## Kompensatoriska åtgärder för allmän ordning och inre säkerhet
Utöver förstärkta kontroller vid de yttre gränserna omfattar Schengensamarbetet flera andra så kallade kompensatoriska åtgärder som syftar till att förhindra negativa effekter på den allmänna ordningen och den inre säkerheten till följd av de avskaffade gränskontrollerna vid de inre gränserna. Dessa åtgärder innefattar bland annat ett gemensamt informationssystem – Schengens informationssystem – för efterlysta personer och föremål, ett förstärkt polissamarbete och straffrättsligt samarbete för att förhindra och bekämpa gränsöverskridande brottslighet samt viss gemensam lagstiftning för vapen och narkotika.

### Schengens informationssystem
Schengens informationssystem (SIS) utgör en nyckelkomponent i skapandet av Schengensamarbetet. Informationssystemet gör det möjligt för nationella myndigheter att efterlysa personer och föremål inom hela Schengenområdet. På så sätt kan myndigheter i olika medlemsstater enklare hjälpa varandra att hitta personer och föremål som är efterlysta. En medlemsstat kan även lägga in personer som till exempel anses utgöra ett hot mot den inre säkerheten på en spärrlista så att de inte kan resa in i Schengenområdet.

### Polissamarbete och straffrättsligt samarbete
Schengensamarbetet innefattar ett förstärkt polissamarbete och straffrättsligt samarbete mellan de nationella myndigheterna i medlemsstaterna. Det övergripande syftet med denna del av samarbetet är att säkerställa att allmän ordning och inre säkerhet kan upprätthållas trots de avskaffade inre gränskontrollerna. Genom det förstärkta polissamarbetet bistår de nationella polismyndigheterna varandra i syfte att förhindra och upptäcka brottsliga handlingar, bland annat genom att utbyta information. Under vissa omständigheter kan polisen i en medlemsstat utföra gränsöverskridande övervakning eller efterföljande i en annan medlemsstat. Det förstärkta straffrättsliga samarbetet innefattar inbördes rättshjälp i brottmål och förenklade bestämmelser om överförande av verkställighet av brottmålsdomar. Schengenkonventionen innehåller även bestämmelser om principen ne bis in idem, det vill säga skydd mot att en person åtalas för en brottslig handling som vederbörande redan har prövats för av en annan medlemsstats domstol. Tidigare innehöll Schengenkonventionen även förenklade bestämmelser för utlämning, men dessa är numera ersatta av unionsrättens bestämmelser om den europeiska arresteringsordern.

#### Gränsöverskridande övervakning och efterföljande

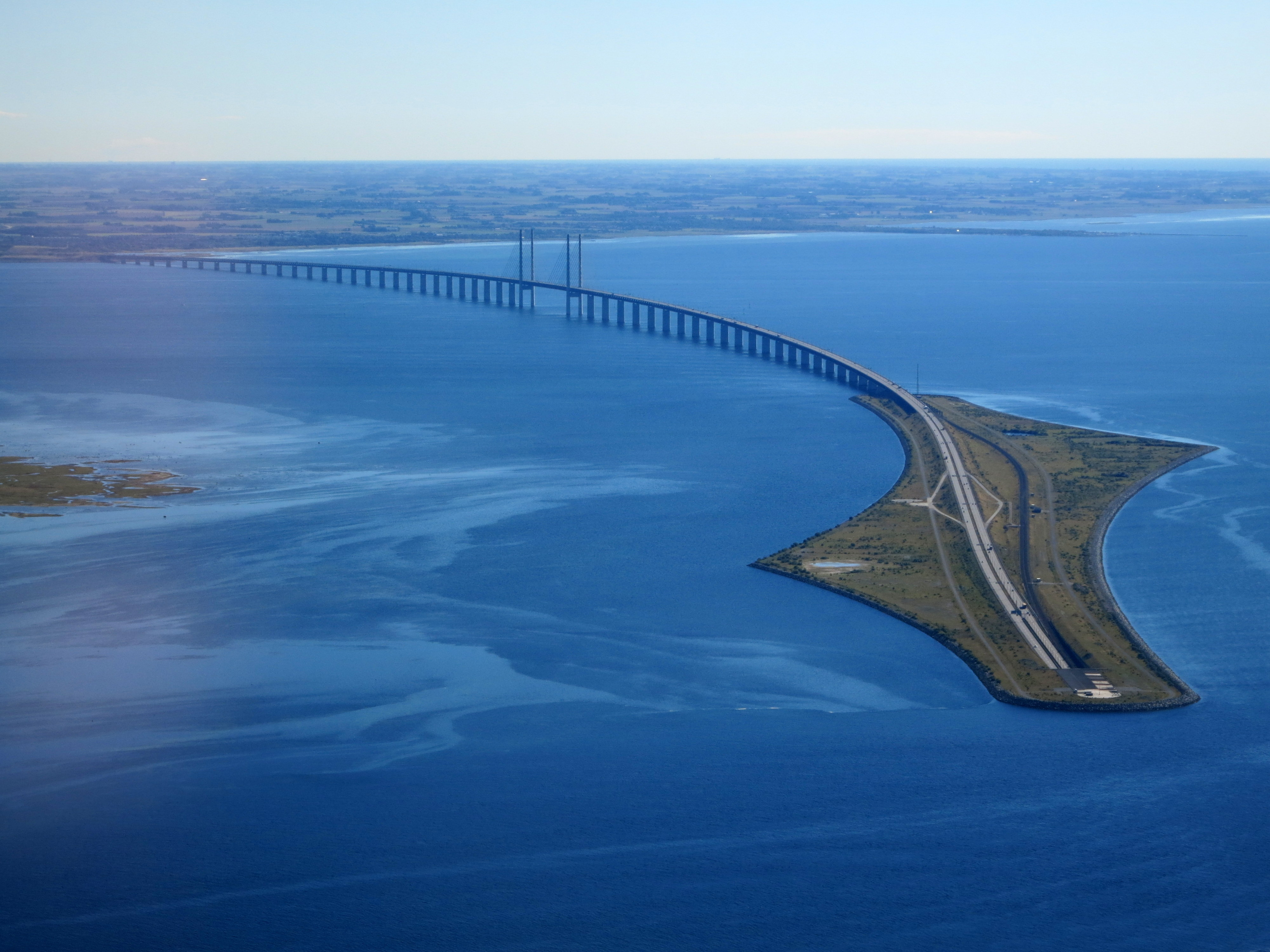
I Öresundsregionen finns genom ett bilateralt avtal ett förstärkt polissamarbete.

Enligt Schengenkonventionen får polisen fortsätta övervakningen av en brottsmisstänkt över en inre gräns om personen misstänks ha begått ett brott som kan medföra utlämning eller överlämning. Den andra medlemsstatens myndigheter måste informeras i förväg, förutom vid misstanke om vissa särskilda brott och om det på grund av ”synnerlig brådska” krävs fortsatt övervakning utan möjlighet till det andra landets medgivande. Det andra landet måste informeras om övervakningen på dess territorium innan operationen avslutas, och en begäran om godkännande måste lämnas över så snart som möjligt. Övervakningen måste avslutas på begäran av det andra landet eller inom fem timmar om ett godkännande inte har erhållits. Polisen i det första landet är skyldig att följa det andra landets lagar, och polismännen måste bära identifikationshandlingar som visar att de är poliser och har rätt att bära vapen. De har inte rätt att stoppa eller gripa de övervakade personerna, men det andra landet är skyldigt att bistå utredningen efter operationen, inklusive under det juridiska förfarandet.
Enligt Schengenkonventionen har polisen också rätt att korsa en inre gräns för att jaga en misstänkt, även om det inte är möjligt att meddela det andra landets polismyndighet i förväg om jagandet. Detta kan också ske om det andra landets myndigheter inte har möjlighet att tillräckligt snabbt nå platsen där den misstänkte befinner sig på. Varje Schengenland har dock rätt att införa vissa tids- eller avståndsbegränsningar i möjligheten till gränsöverskridande efterföljande på sitt eget territorium, och bestämma huruvida de tillåter angränsande medlemsstater att gripa misstänkta personer på sitt territorium. Gränsöverskridande efterföljande är begränsade till landgränser. De förföljande polismännen måste antingen vara uniformerade eller ha fordon som är tydligt markerade. De får bära tjänstevapen, men dessa får endast användas vid nödvärn. Efter operationen måste det första landet meddela det andra landet om utgången.
Medlemsstaterna kan även sluta bilaterala avtal om förstärkta polissamarbeten i gränsområden. Till exempel har Danmark och Sverige slutit ett avtal om polisiärt samarbete, som ger de nationella polismyndigheterna på båda sidor om Öresund möjlighet att utföra polisiärt arbete längs med hela Öresundsförbindelsen.

#### Utlämning och överlämning
Ursprungligen innefattade Schengensamarbetet särskilda bestämmelser om utlämning av brottsmisstänkta eller dömda personer mellan medlemsstaterna. Syftet var att motverka att brottslingar skulle kunna dra nytta av de avskaffade inre gränskontrollerna för att undkomma rättsprocesser. Schengenregelverkets bestämmelser om utlämning är numera ersatta av unionsrättens bestämmelser om den europeiska arresteringsordern, som är ett ännu mer långtgående verktyg för att överlämna brottsmisstänkta och dömda personer mellan medlemsstaterna.

#### Informationsutbyte mellan medlemsstaternas brottsbekämpande myndigheter
Utöver Schengens informationssystem utbyter medlemsstaternas brottsbekämpande myndigheter information mellan sig genom förenklade förfaranden som regleras av Schengenregelverket. Syftet är att underlätta myndigheternas arbete med att förebygga, upptäcka och utreda brott.

### Vapen och narkotika
Schengensamarbetet innefattar även vissa gemensamma bestämmelser om vapen och narkotika. Sedan införlivandet av Schengenregelverket inom Europeiska unionens ramar har dock de ursprungliga bestämmelserna om vapen i Schengenkonventionen i stort sett ersatts av vapendirektivet, som utgör en del av harmoniseringslagstiftningen för den inre marknaden.
Bestämmelserna om narkotika i Schengenkonventionen ålägger bland annat medlemsstaterna att bekämpa illegal handel med narkotika och psykotropa ämnen och att i den nationella lagstiftningen medge beslag och förverkande av tillgångar som härrör från sådan handel. Dessa bestämmelser avspeglar diverse bestämmelser i olika FN-konventioner om bekämpning av narkotika.

### Asylpolitik
Schengensamarbetet innefattade ursprungligen gemensamma bestämmelser om vilken medlemsstat som är ansvarig för att pröva en asylansökan. Syftet var framför allt att förhindra att asylsökande skulle kunna utnyttja de avskaffade gränskontrollerna och söka asyl i flera medlemsstater samtidigt. Dessa bestämmelser ersattes dock den 1 september 1997 av Dublinkonventionen, som hade antagits som en separat mellanstatlig konvention. Dublinkonventionen införlivades senare i unionsrätten genom Dublinförordningen, och utgör numera en del av den gemensamma asylpolitiken inom Europeiska unionen. Dublinregelverket – som består av dels Dublinförordningen, dels Eurodacförordningen – är dock tätt förknippat med Schengenregelverket, även om det formellt sett inte är en del av det. De tredjeländer som har valt att ansluta sig till Schengenområdet – Island, Liechtenstein, Norge och Schweiz – har alla behövt ansluta sig till Dublinregelverket eftersom dess bestämmelser om ansvarighet vid asylprövning anses vara en förutsättning för att kunna upprätthålla ett område utan inre gränskontroller.

## Ekonomiska och politiska effekter
Schengensamarbetet anses ofta, framför allt av dess förespråkare, vara ett av de mest konkreta, betydelsefulla och långtgående resultaten av den europeiska integrationsprocess som Europeiska unionen och dess föregångare har företagit sedan 1950-talet. Avskaffandet av gränskontrollerna vid de inre gränserna anses i allmänhet ha varit ett viktigt steg för att fullända den fria rörligheten för personer, men samarbetet har även haft stor betydelse för den fria rörligheten för varor och tjänster, särskilt för varutransporter där det fria flödet av lastbilstrafik har varit viktigt för att underlätta handel över gränserna.
De ekonomiska fördelarna utifrån ett handelsperspektiv har i flera studier uppskattas till förhållandevis stora belopp. Europeiska kommissionen har uppskattat att den direkta kostnaden för unionens ekonomi vid ett återinförande av gränskontroller vid alla inre gränser skulle uppgå till mellan 5 och 18 miljarder euro per år. En studie av den franska regeringen 2016 kom fram till att återinförda inre gränskontroller skulle kosta enbart den franska ekonomin cirka 10 miljarder euro fram till 2025 och motsvara en minskning av BNP med 0,5 procent. Samma studie uppskattade att handeln mellan Schengenländerna skulle minska med mellan 10 och 20 procent om de inre gränskontrollerna återinfördes. En annan studie i Tyskland 2016 uppskattade kostnaden för ett omedelbart avskaffande av Schengenområdet till mellan 471 miljarder och 1,43 biljoner euro fram till 2025, främst på grund av ökade kostnader för alla gränsöverskridande varutransporter. Ytterligare en studie under början av 2024 uppskattade det ekonomiska värdet av Bulgariens anslutning till Schengenområdet till över 800 miljoner euro per år.
Samtidigt har Schengensamarbetet varit föremål för omfattande kritik. Samarbetet har till exempel kritiserats för att bygga ett ”Fästning Europa”, där personer i nöd hindras, till exempel genom transportöransvaret, från att kunna ta sig till Europa för att söka asyl. Indirekt har detta, menar kritiker, lett till att människor istället har tvingats försöka ta sig in i Schengenområdet olagligen för att söka asyl, många gånger på sätt som är förenade med livsfara, till exempel i form av sjöodugliga båtar på Medelhavet.
Schengensamarbetet har även kritiserats för att leda till ökad internationell brottslighet i spåren av de avskaffade gränskontrollerna. Även om samarbetet innefattar kompensatoriska åtgärder, såsom ett förstärkt polissamarbete och straffrättsligt samarbete, för att upprätthålla den inre säkerheten inom Schengenområdet, menar kritiker att dessa åtgärder inte har varit tillräckliga.